# Seznam cestovatelů, mořeplavců a objevitelů

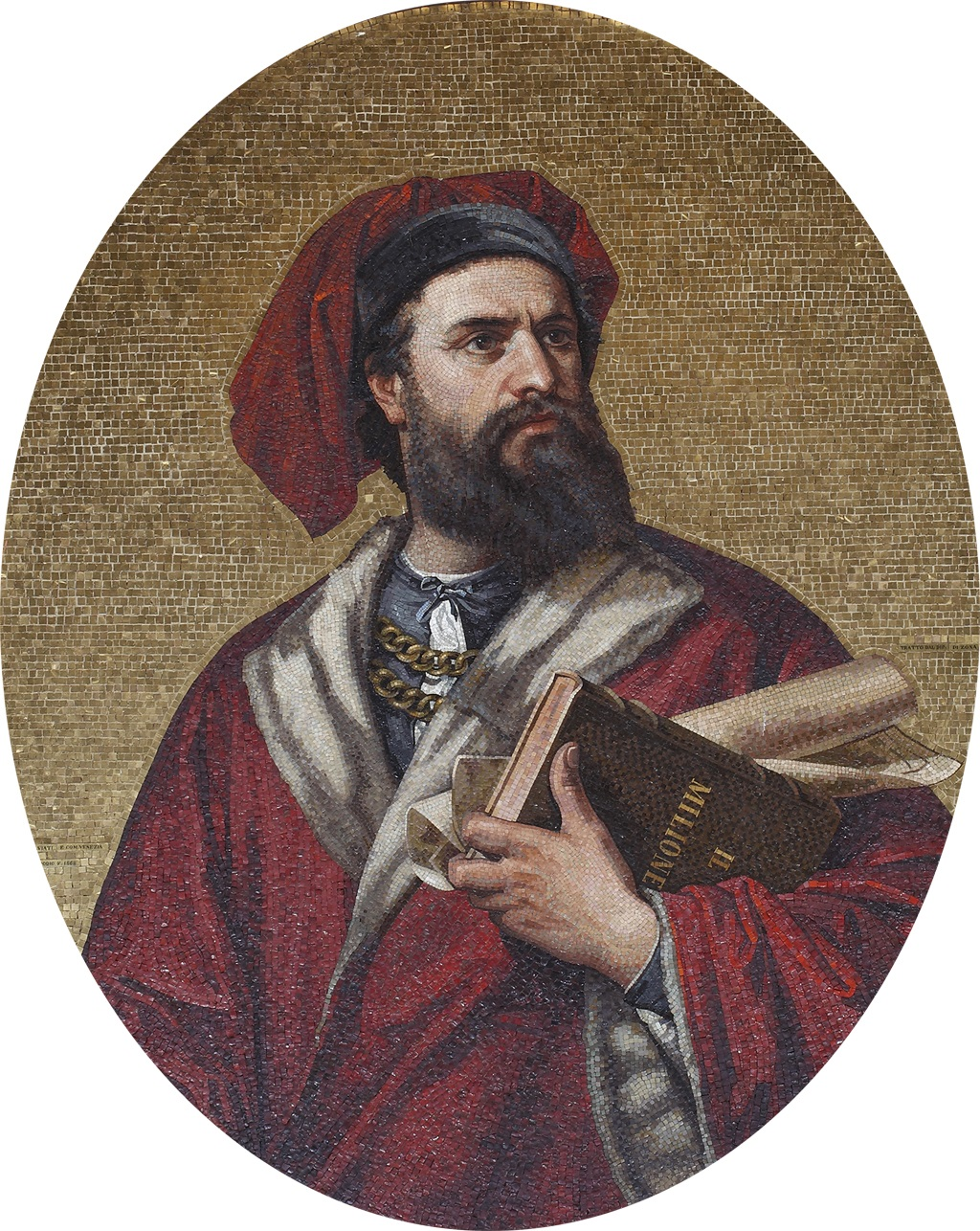
Marco Polo (1254–1324) byl italský cestovatel, který cestoval na Dálný východ a zpět do Benátek po dobu 24 let. Je známý tím, že o svých cest napsal podrobné zprávy.

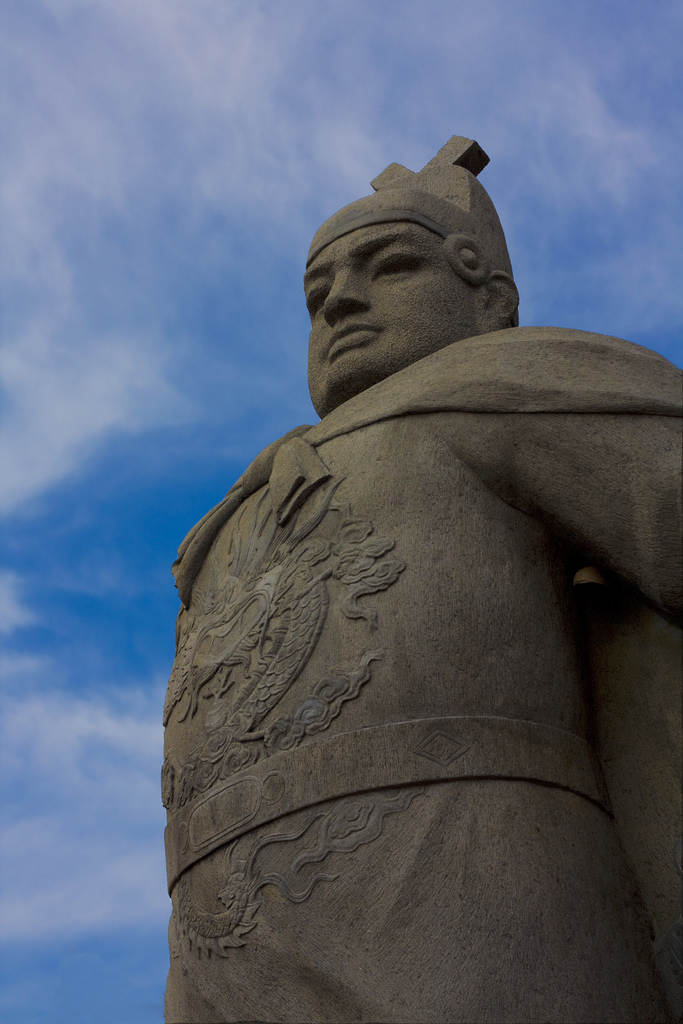
Čeng Che (1371–c.1435) byl čínský cestovatel, který se svou flotilou velkých lodí a několika stovkami mužů plavil podél pobřeží jihovýchodní Asie, jihozápadní Asie a východní Afriky.

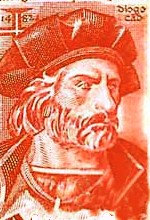
Diogo Cão (asi 1452–1486) byl prvním Evropanem, který prozkoumal řeku Kongo a západní pobřeží Afriky jižně od rovníku.

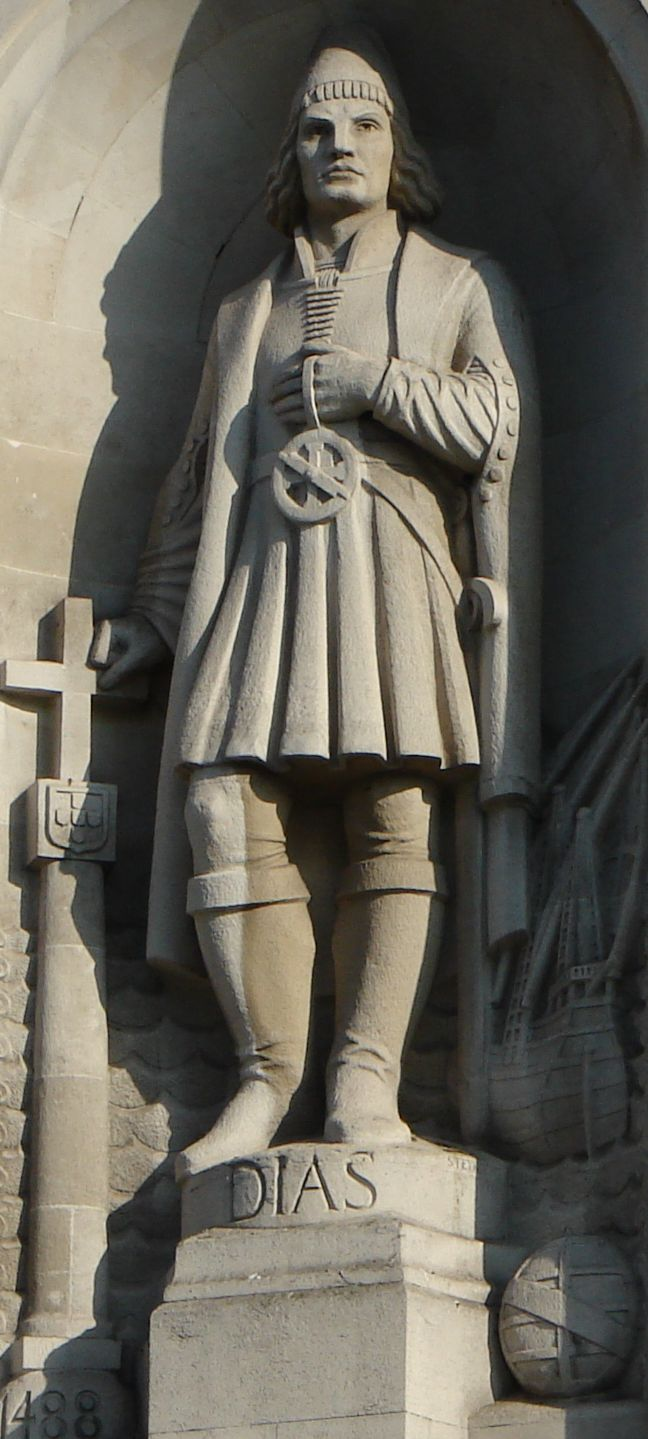
Bartolomeu Dias (asi 1450–1500) je známý jako první Evropan, který v roce 1488 obeplul nejjižnější cíp Afriky a našel východní námořní cestu do Indického oceánu.

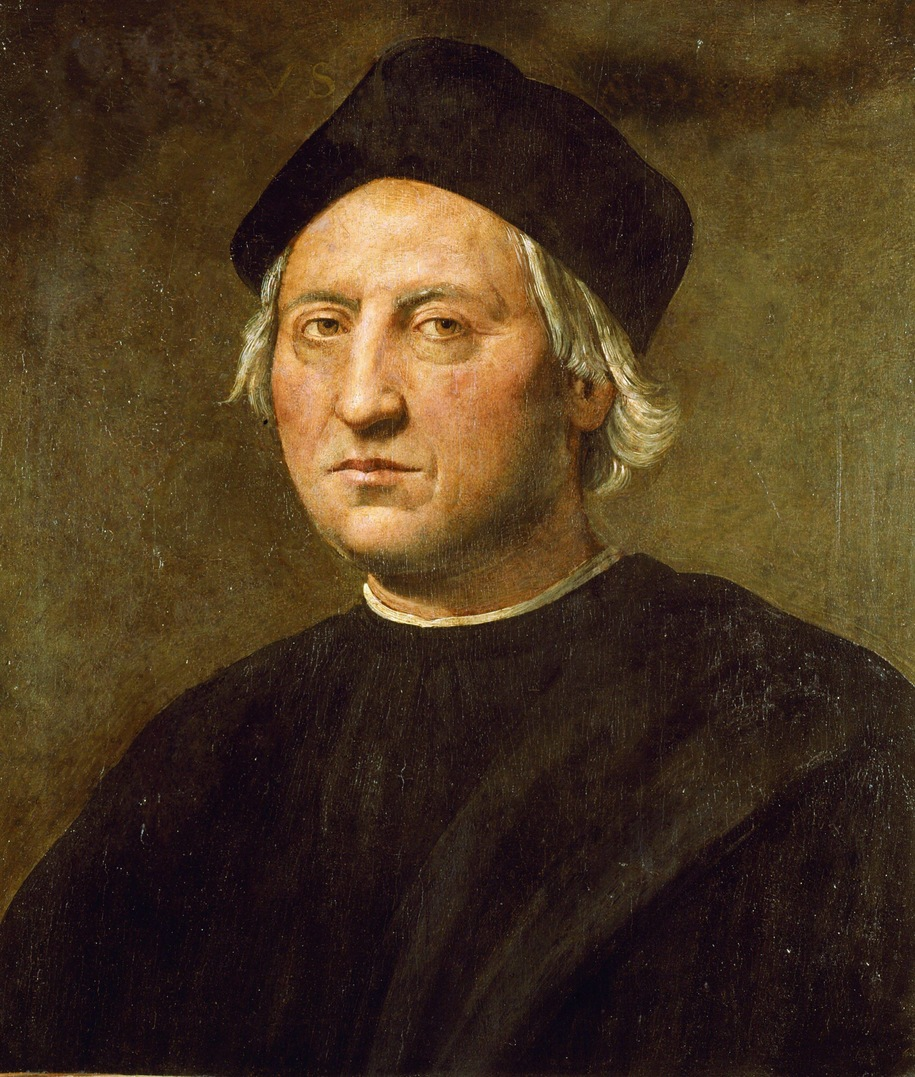
Kryštof Kolumbus (1451–1506). Slavný italský mořeplavec a pravděpodobně nejznámější objevitel. Známý objevem amerického kontinentu v roce 1492, ačkoli věřil, že pevnina je součástí Asie.

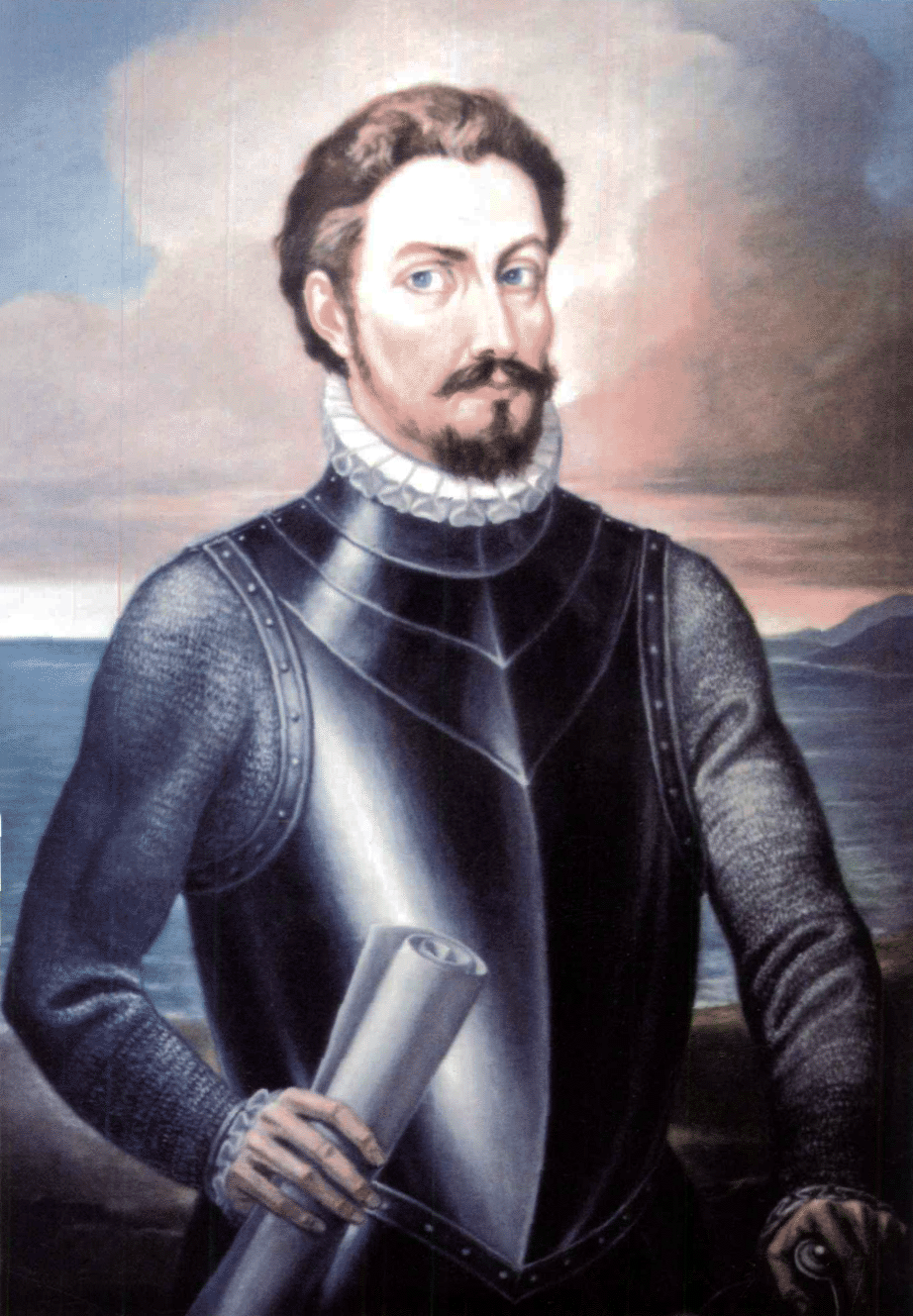
Alonso de Hojeda (asi 1466–c.1515) je známý jako objevitel Jižní Ameriky, jako velitel flotily společně s Juanem de la Cosou a Amerigo Vespuccim.

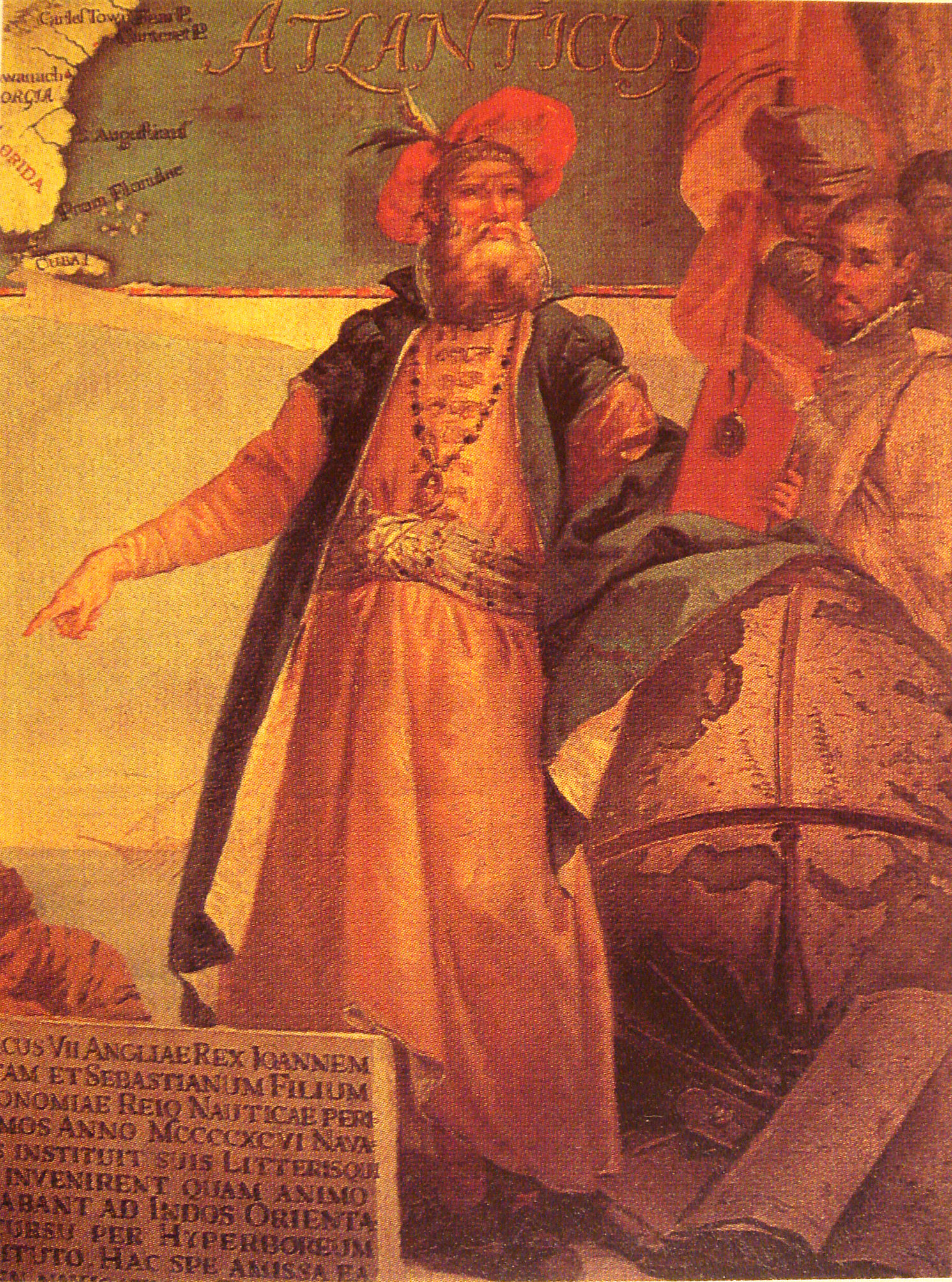
John Cabot (asi 1450–1500) byl italský mořeplavec, který byl prvním Evropanem, který se plavil v roce 1497 od norského pobřeží do Severní Ameriky.

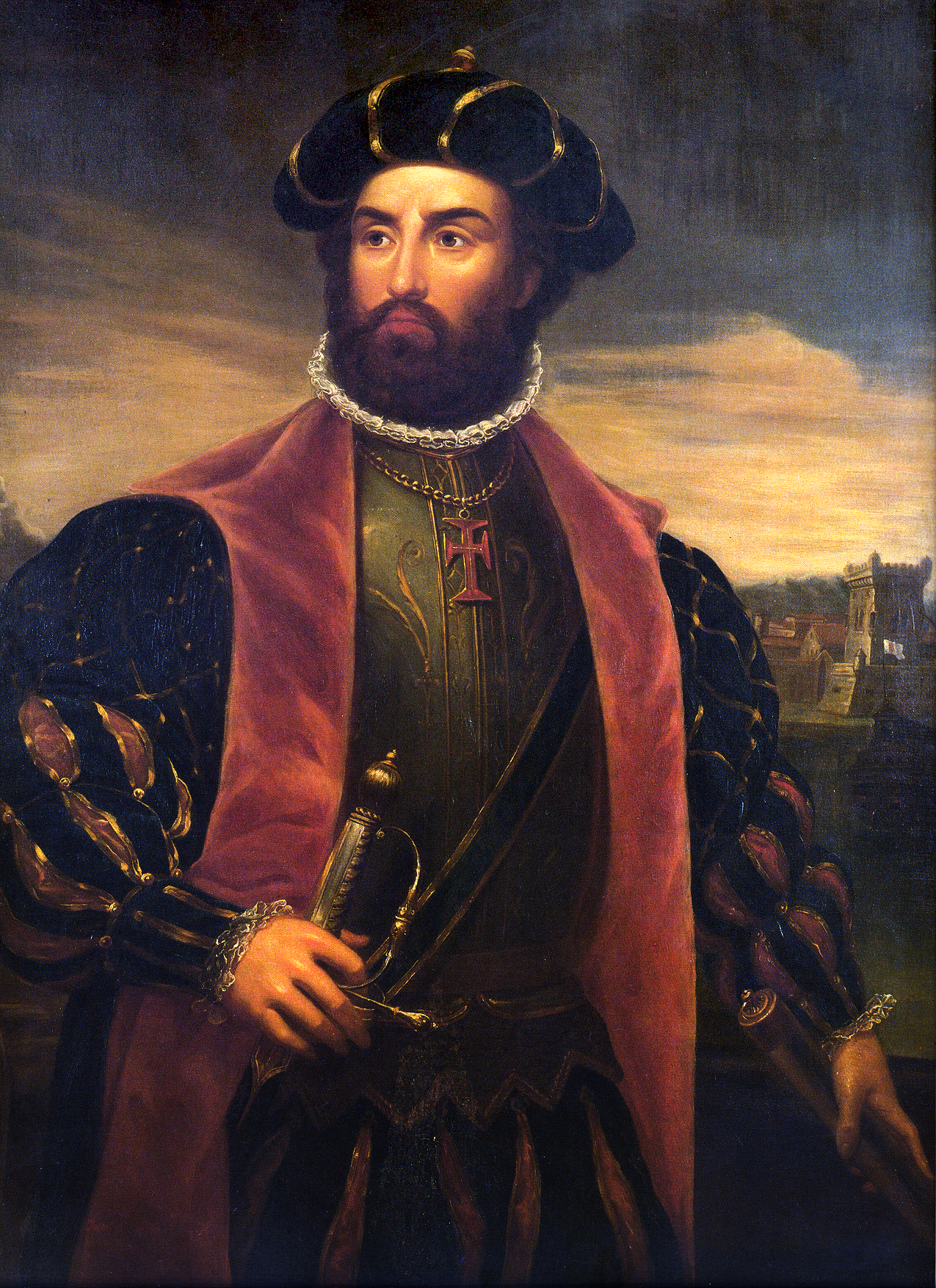
Vasco da Gama (asi 1460–1524), slavný portugalský mořeplavec, který se plavil do Indie v letech 1497–98. Podařilo se mu najít námořní cestu do Asie, o kterou se Evropané pokoušeli dlouhá staletí.

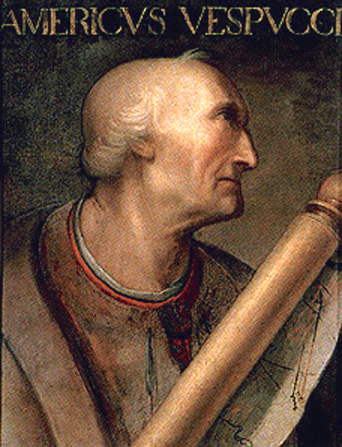
Amerigo Vespucci (1451–1512), italský mořeplavec, který podnikl několik cest do Nového světa. Je známý tím, že přesvědčil Evropany, že Nový svět není Asie, ale zcela nový neznámý kontinent. Tento kontinent byl po něm později pojmenován, Amerika.

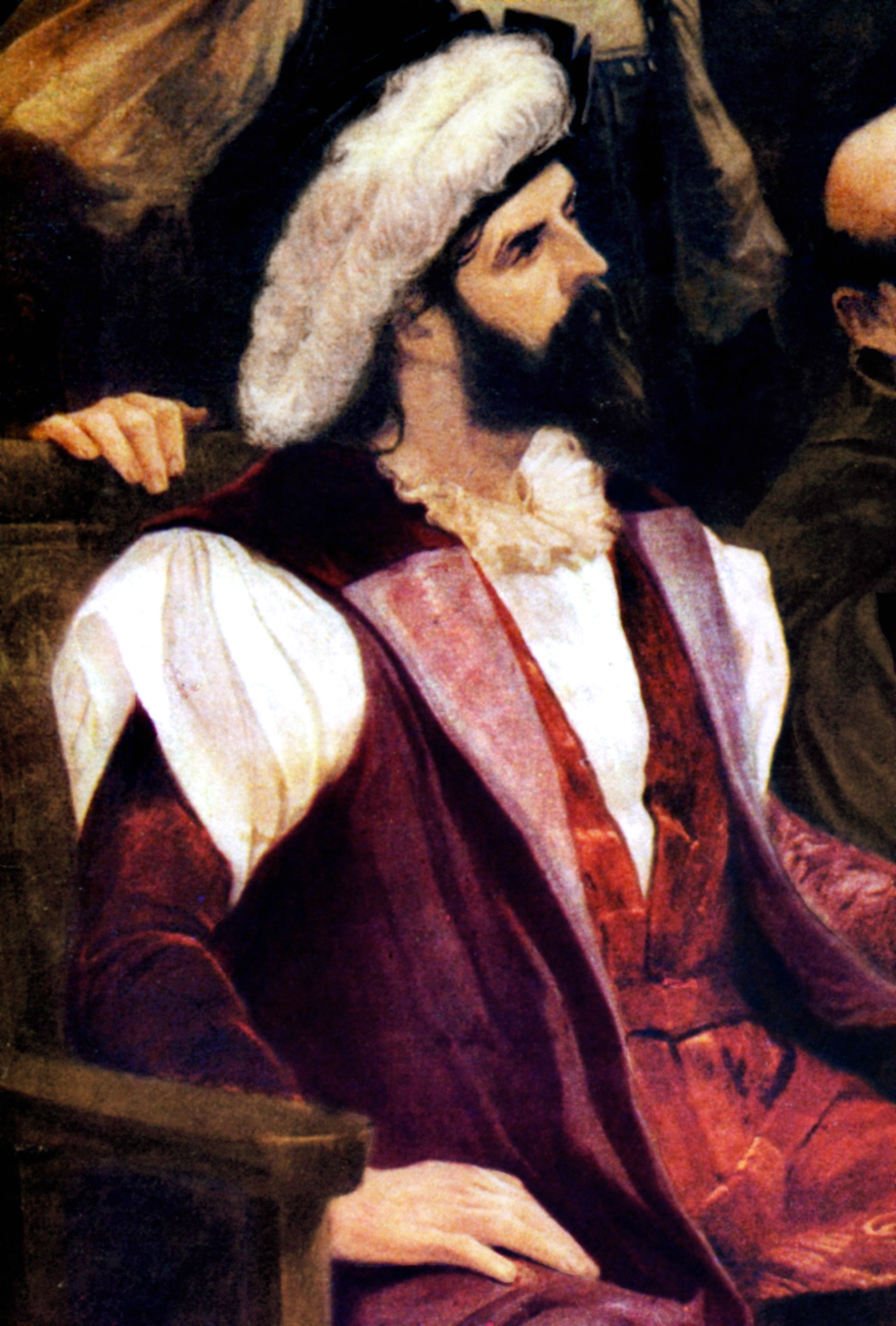
Pedro Álvares Cabral (asi 1467 – asi 1520) objevil pobřeží Brazílie v roce 1500 a prohlásil ji za území Portugalska.

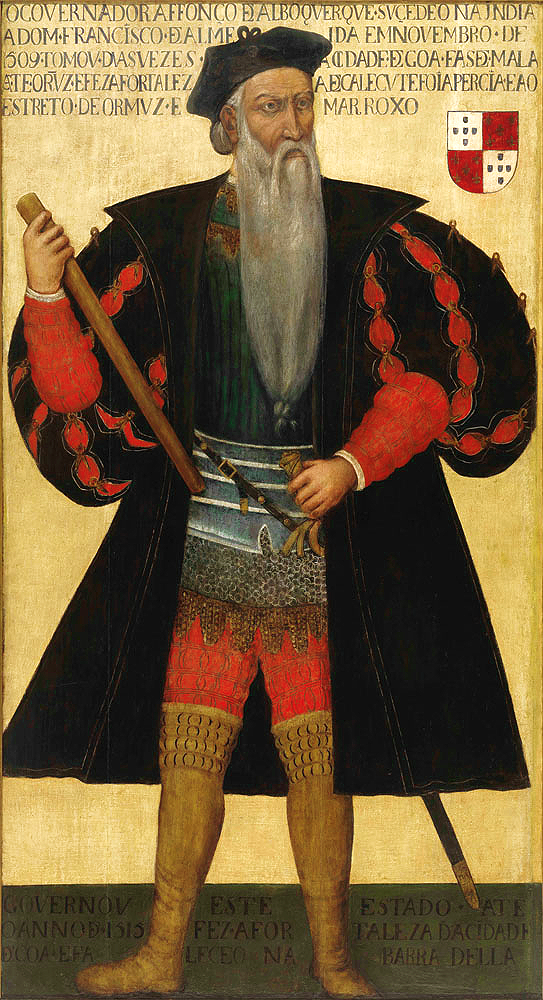
Afonso de Albuquerque (asi 1453–1515) přepadl a dobyl mnoho pobřežních měst v Asii, čímž zahájil portugalskou nadvládu v Indickém oceánu. Je také jedním z prvních Evropanů, kteří se společně spolu s Franciscem Serrãou a Antóniem de Abreu plavili do Východní Indie a na Moluky.

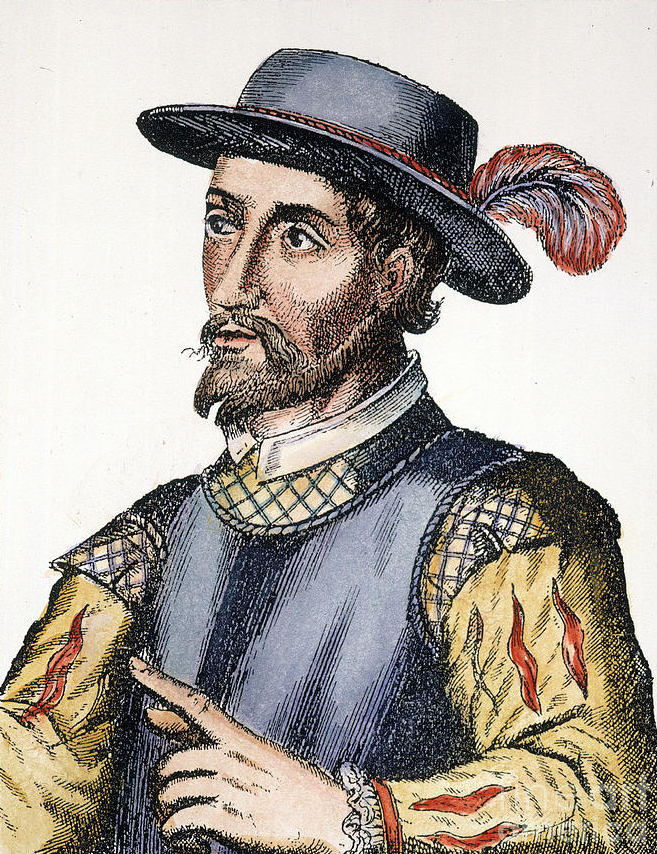
Juan Ponce de León (1474–1521) byl prvním guvernérem Portorika a v roce 1513 objevilem Floridy. Je prvním známým Evropanem, který vkročil na území dnešních Spojených států amerických.

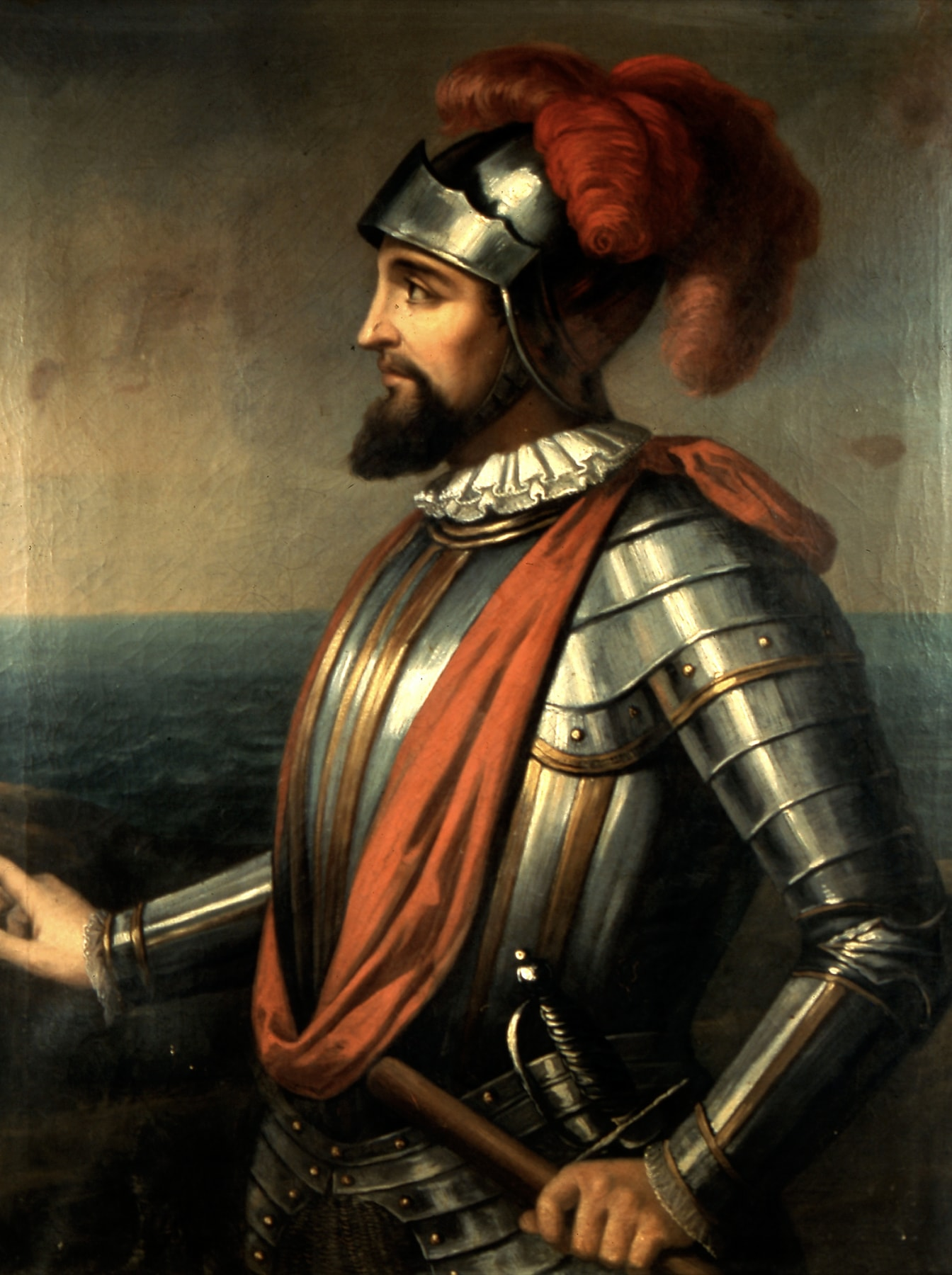
Vasco Núñez de Balboa (asi 1475–1519) je známý tím, že v roce 1513 přešel Panamskou šíji k Tichému oceánu a stal se tak prvním Evropanem a objevitelem Pacifiku.

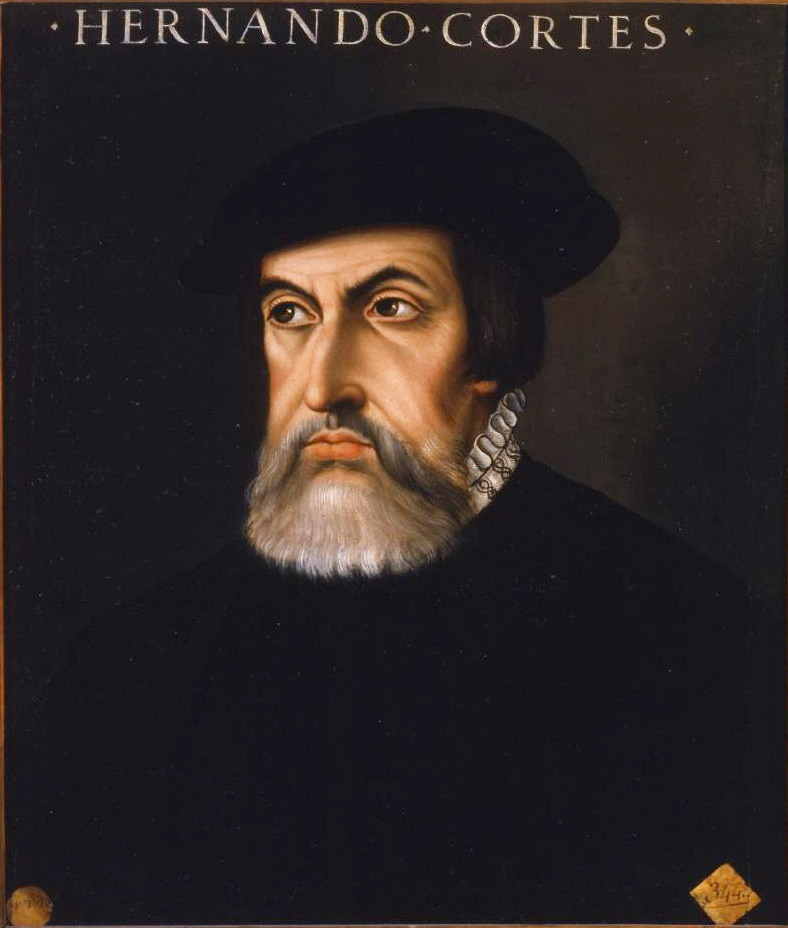
Hernán Cortés (1485–1547), slavný conquistador, který vedl španělskou výpravu za účelem prozkoumat a dobýt Aztéckou říši (1519–21).

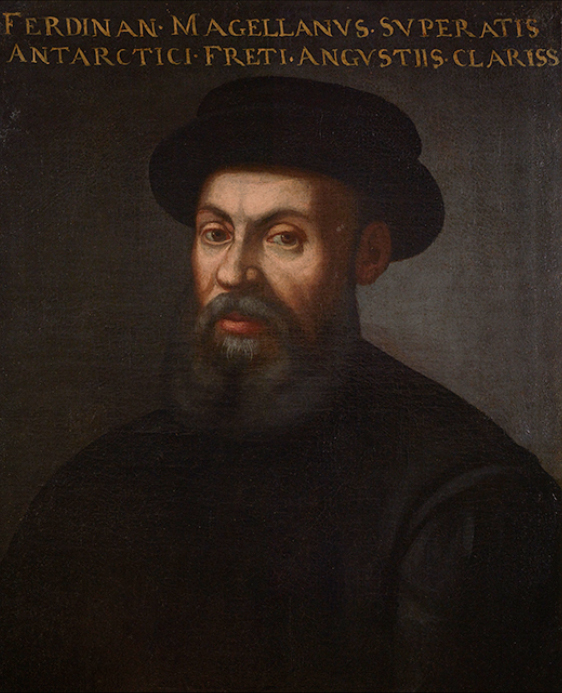
Fernão de Magalhães (1480–1521) byl portugalský mořeplavec, který pod španělskou vlajkou vedl úspěšnou expedici s cílem najít západní námořní cestu do Asie (1519–21) a dokázat obeplout svět.

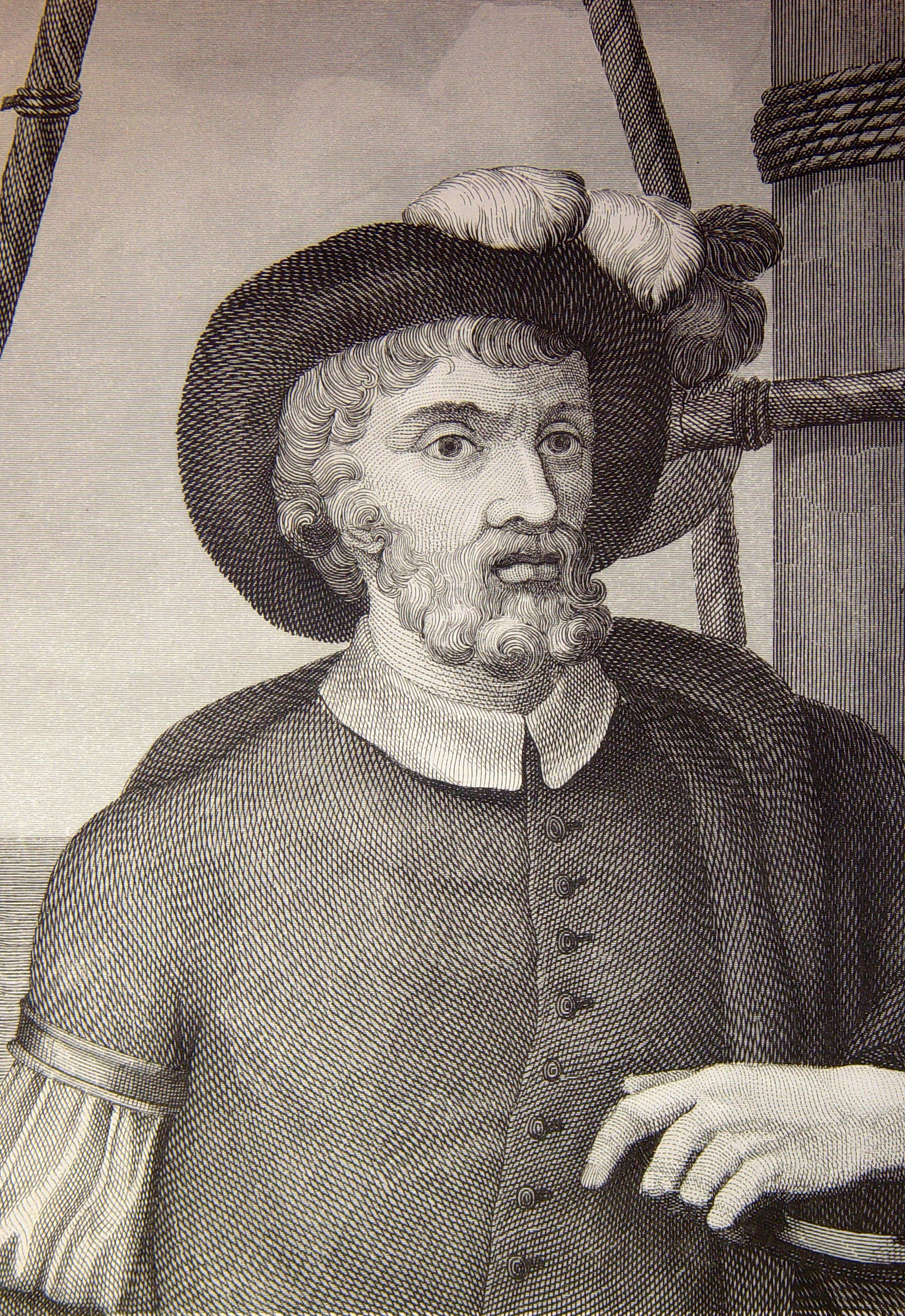
Juan Sebastián Elcano (asi 1486–1526) převzal velení po smrti Fernão de Magalhãese a dokončil cestu kolem světa, čímž se stal prvním člověkem (spolu s dalšími 17 členy posádky), který obepluli Zemi.

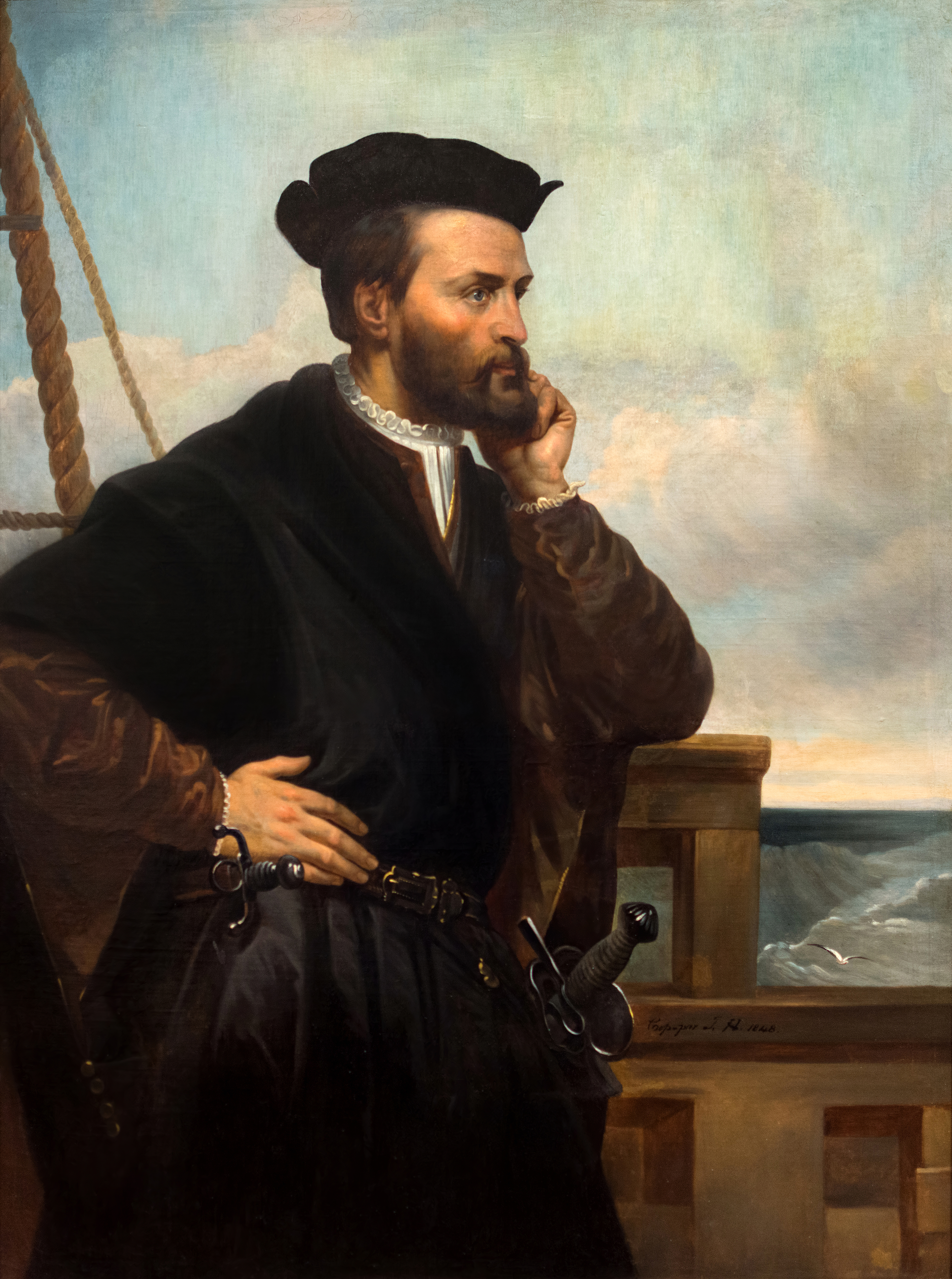
Jacques Cartier (1491–1557) byl prvním Evropanem, který cestoval do vnitrozemí v Severní Ameriky. V roce 1534 si nárokoval Novou Francii, kterou prozkoumal.

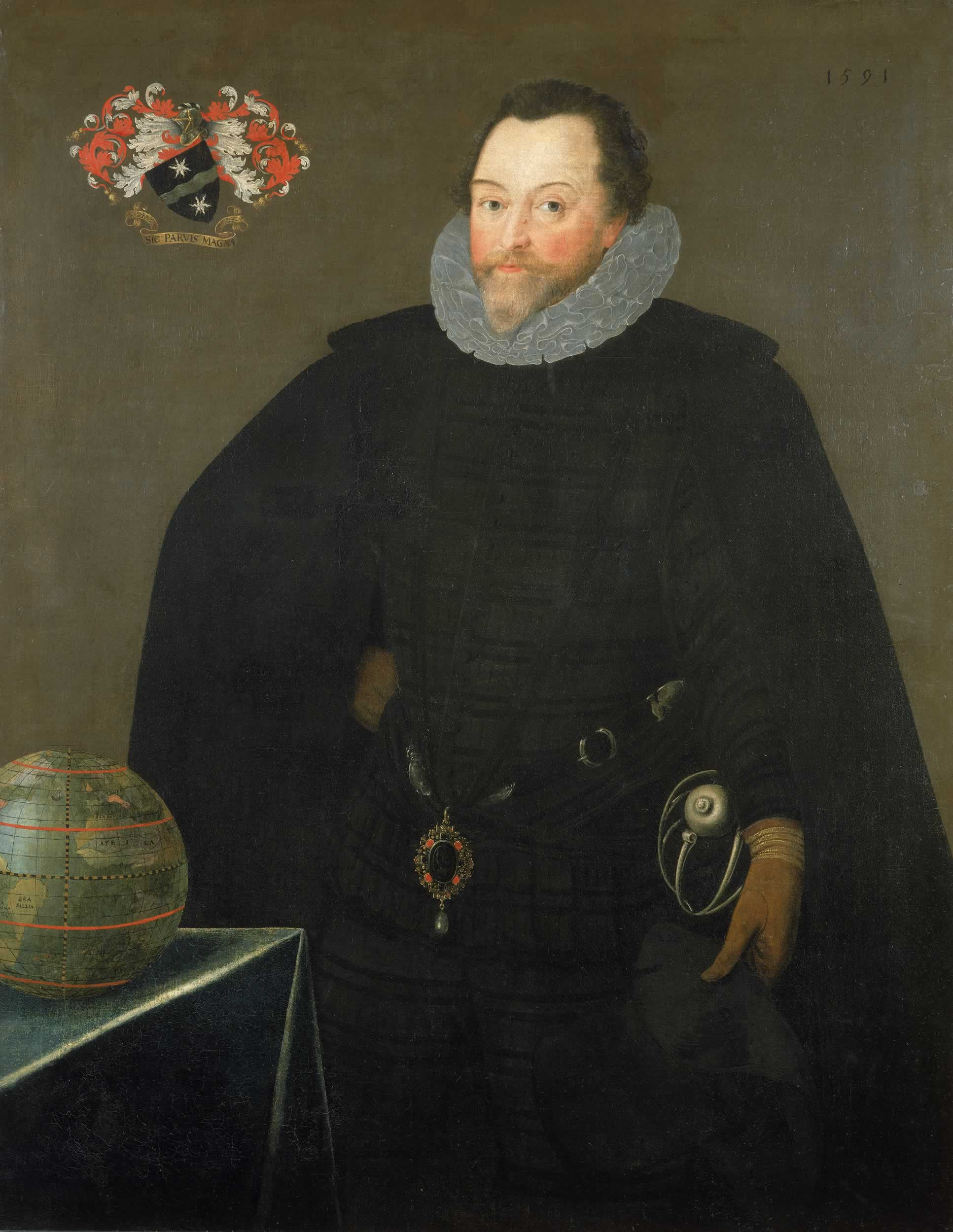
Francis Drake (asi 1540–1596) byl anglický korzár, který v Karibiku i jinde vyplenil mnoho španělských měst a španělských lodí. Nejpozoruhodnější je však jeho druhá dokončená plavba kolem světa (1577–80).

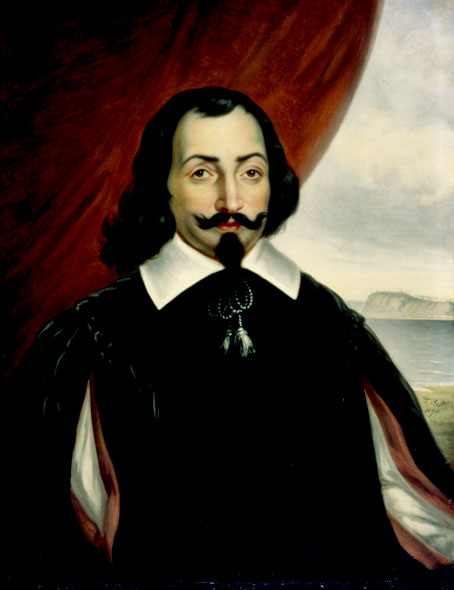
Samuel de Champlain (1567–1635) je známý jako „otec Nové Francie“, kde založil první trvalé evropské osady a prozkoumal mnoho jezer a řek ve vnitrozemí od svého raného věku až do své smrti.

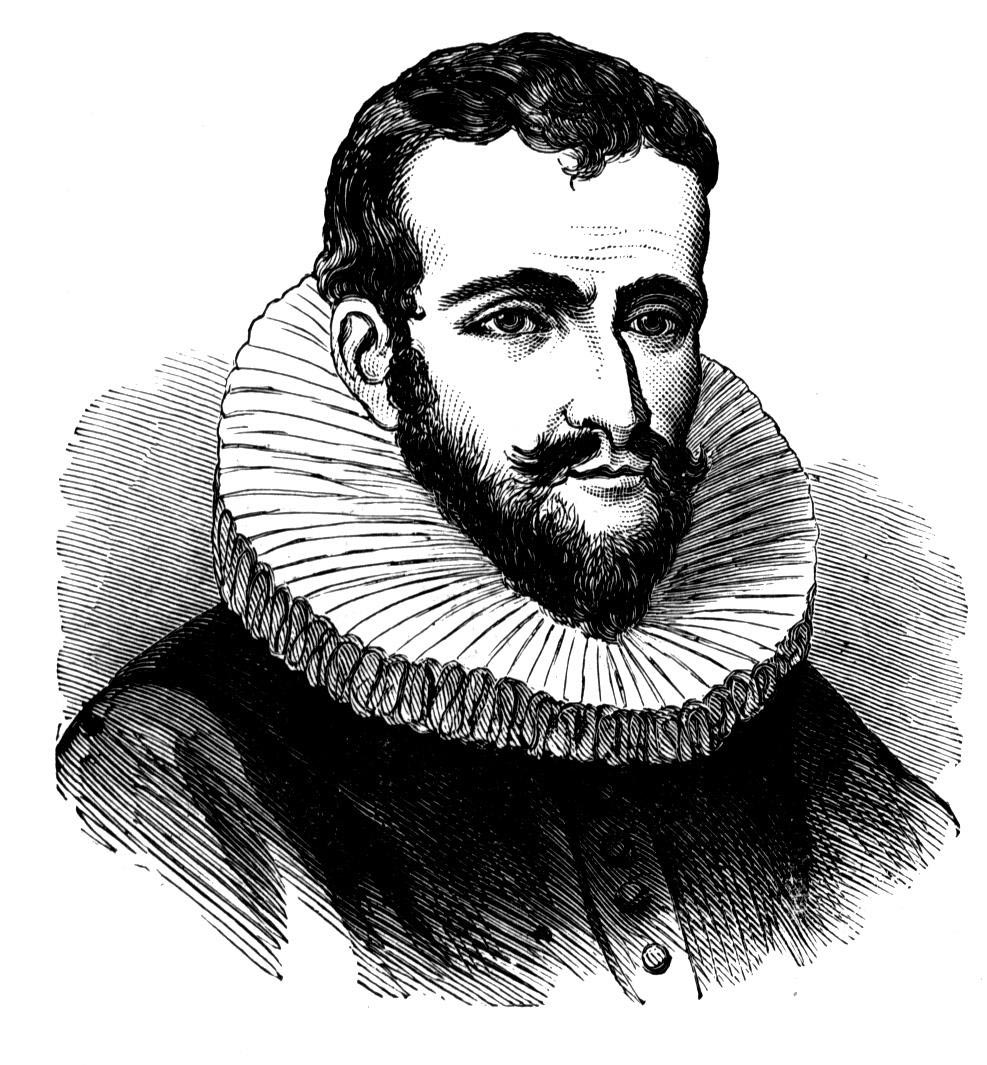
Henry Hudson (asi 1565–1611) prozkoumal území, kde se nyní nachází New York a severovýchodní Kanada. Dnes je po něm pojmenovaná řeka Hudson a Hudsonův záliv.

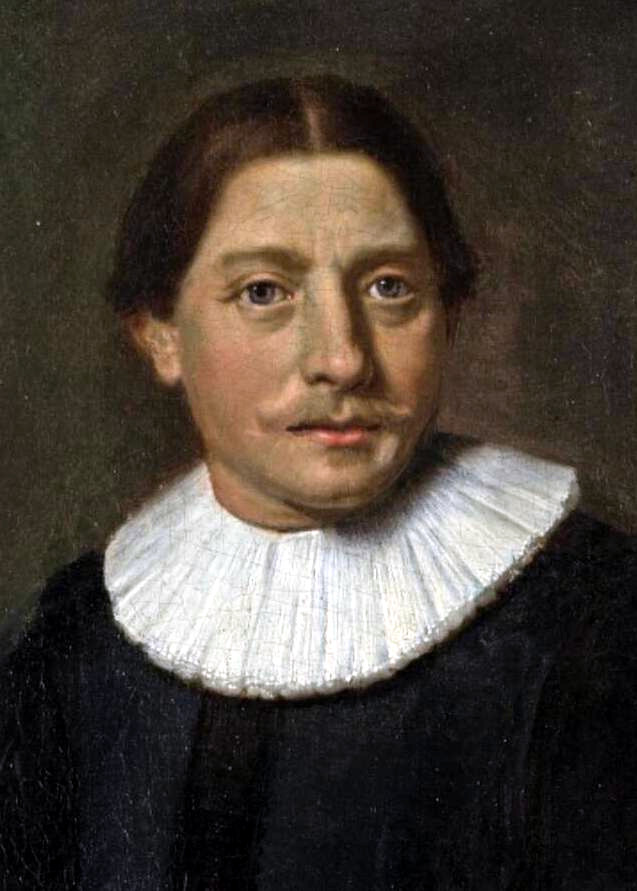
Abel Tasman (1603–1659) byl holandský mořeplavec, který jako první známý Evropan spatřil ostrovy Tasmánie (pojmenované po něm), Nový Zéland a Fidži (1642–43).

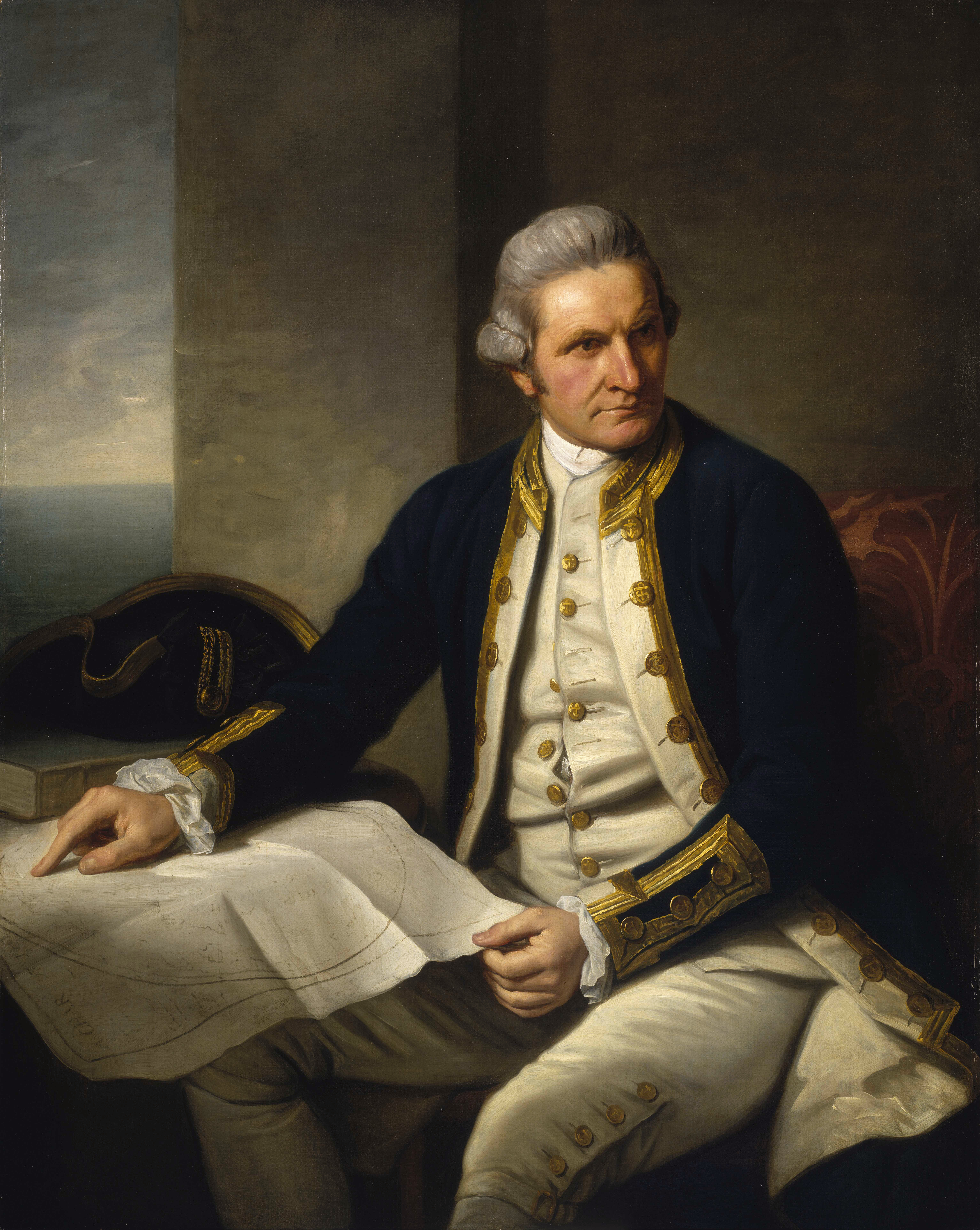
James Cook (1728–1779) slavný britský mořeplavec, který vedl tři expedicd do Pacifiku. Je známý tím, že zkoumal a zmapoval mnoho ostrovů v Polynésii, Nový Zéland, Havajské ostrovy a východní pobřeží Austrálie.

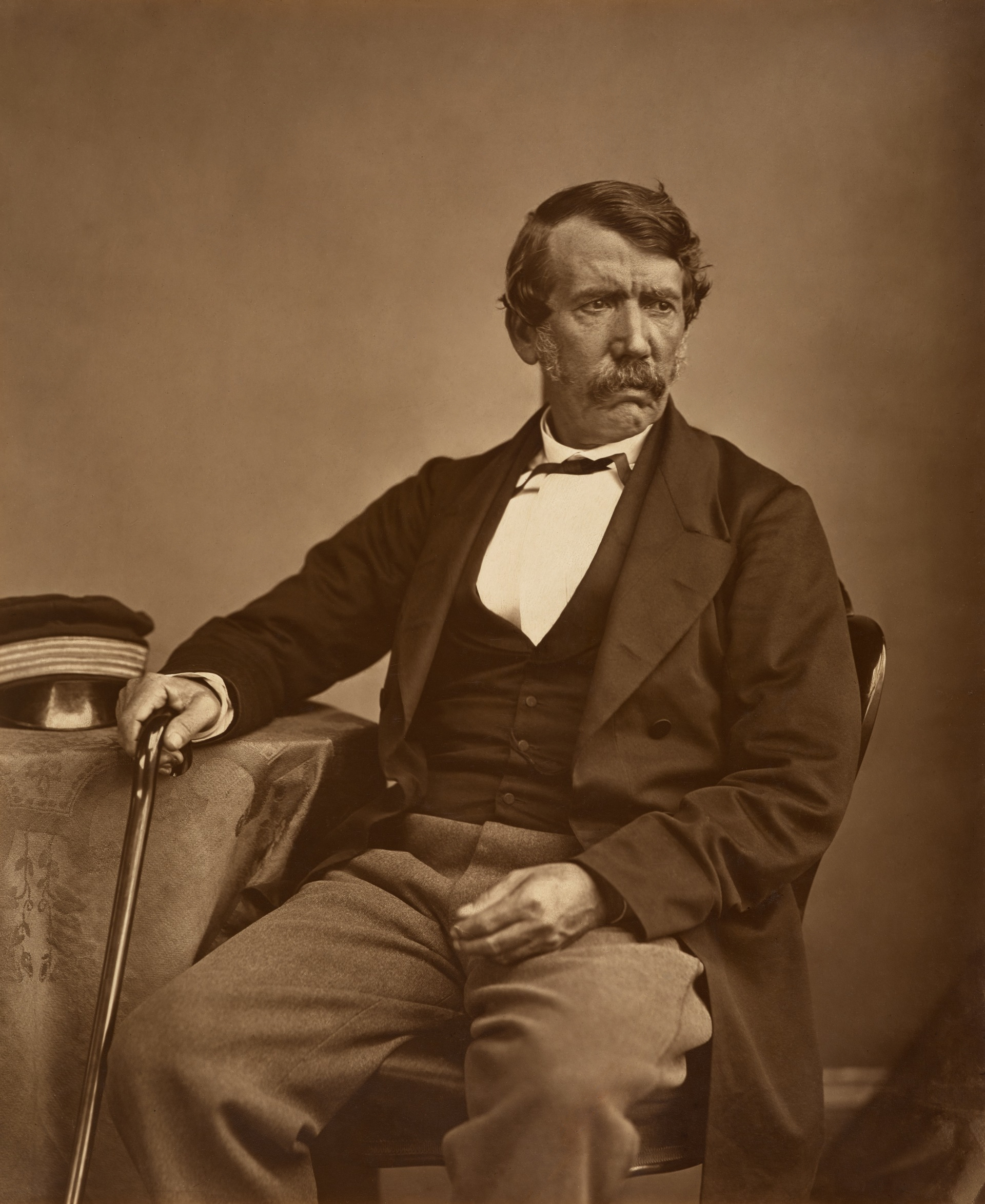
David Livingstone (1813–1873) byl skotský cestovatel a misionář, který se snažil přivést domorodé africké obyvatelé ke křesťanství a rozšířit britské kolonie, přitom objevil jezera a řeky ve vnitrozemí Afriky.

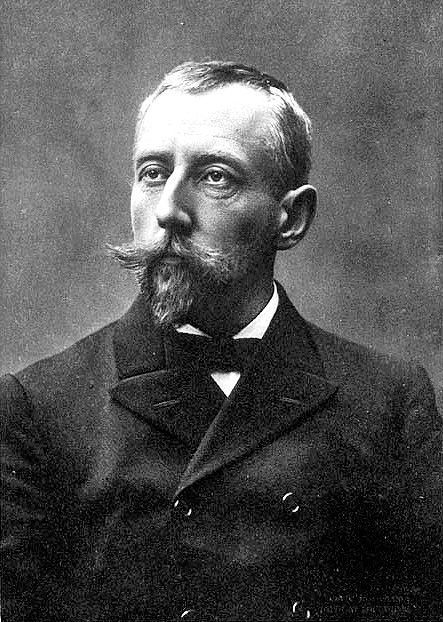
Roald Amundsen (1872–1928) byl průzkumníkem polárních oblastí. V roce 1911 vedl první úspěšnou expedici k Jižnímu pólu a nakonec v roce 1926 letecky dosáhl i Severní pól.

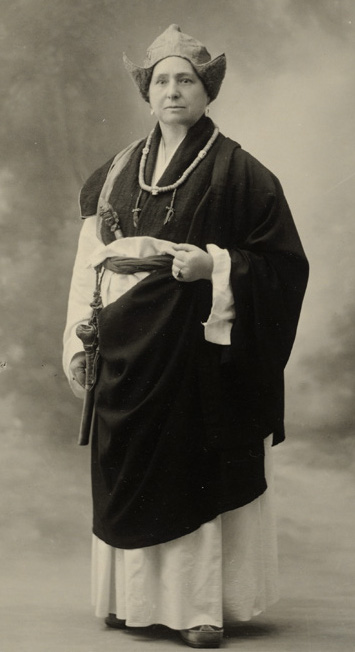
Alexandra David-Néelová byla belgicko-francouzská cestovatelka, buddhistka a spisovatelka. Ve známost vešla především díky své návštěvě tibetské Lhasy v roce 1924, kam byl cizincům vstup zakázán.

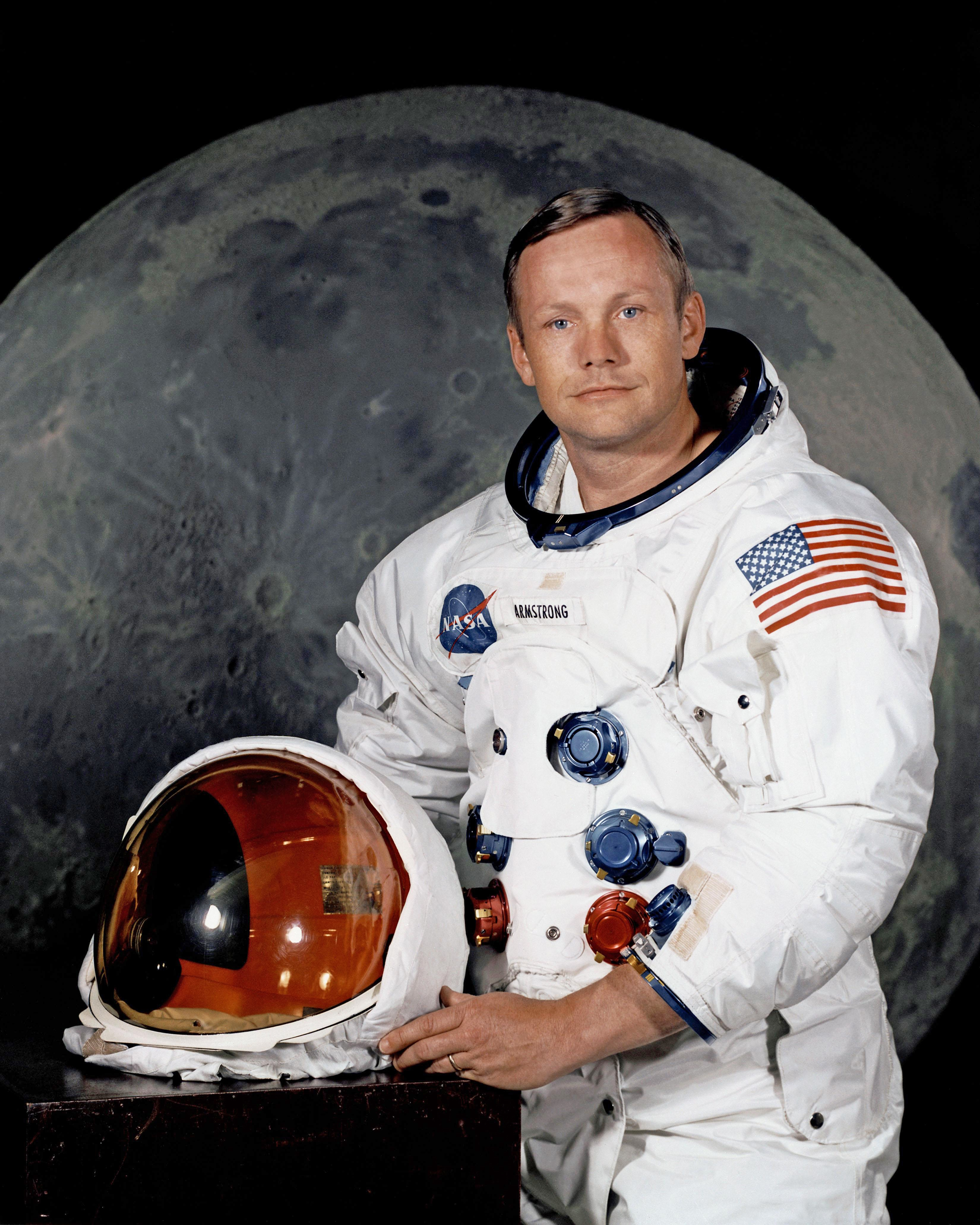
Neil Armstrong americký astronaut a v roce 1969 první člověk, který stanul na Měsíci.

Seznam cestovatelů, mořeplavců a objevitelů je seznamem nejvýznamnějších osob, které se v minulosti zasloužily o poznání neznámých koutů Země či Měsíce. Jsou mezi nimi cestovatelé, mořeplavci, objevitelé a polárníci, dobyvatelé a také astronauti, kteří přistáli na Měsíci.
Někteří z nich se proslavili jako vážené osobnosti, které se plně věnovaly poznání nově objevených oblastí a mírumilovného navázání kontaktů s domorodým obyvatelstvem, popřípadě s nimi vedly rovnocenný obchod formou směny zboží za čerstvé potraviny nebo koření. Jiní byli spíše dobyvateli, kteří byli posedlí hledáním zlata nebo legendárních zemí, jako bylo Eldorado, jejichž existence nebyla nikdy potvrzena. Při svých cestách za sebou zanechali zkázu a mnoho mrtvých domorodců. Často samotní dobyvatelé se stali obětí tropických nemocí nebo vražedné msty domorodců. V polárních oblastech někteří přecenili své síly a zemřeli na následky nedostatečných zásob potravin nebo chladem. Objevy obyvatel evropské země znamenaly, že se v poměrně krátké zprávy rozšířily po Evropě, případně po Evropany kolonizovaných místech. Až do 19. století se tyto zprávy nedostaly mimo tento kulturní okruh. Zprávy ze vzdálených zemí se do Evropy dostávaly prakticky jen prostřednictvím Evropanů nebo nejvýš od obyvatel Arábie. Tento stav kromě jiného, byl způsoben ideologickou uzavřeností převládajícího křesťanství. 
Následující seznam cestovatelů obsahuje jejich obecná jména, zemi původu, století v němž byli aktivní a hlavní oblasti jejich objevů. 

## Seznam osobností
| Jméno                                              | Moderní (či původní) národnost              | století                   | Hlavní oblast průzkumu |
| -------------------------------------------------- | ------------------------------------------- | ------------------------- | --- |
| António de Abreu                                   | Portugalsko                                 | 16. století               | Indonésie |
| Thomas Wyndham                                     | Anglie                                      | 16. století               | Západní Afrika |
| Richard Guildford                                  | Anglie                                      | 16. století               | Středozemní moře |
| William Adams                                      | Anglie                                      | 17. století               | Japonsko |
| Diogo Afonso                                       | Portugalsko                                 | 15. století               | Západoafrické pobřeží |
| Estevanico                                         | Maroko                                      | 16. století               | Severní Amerika |
| Crispin Agnew                                      | Skotsko                                     | 20. století               | Grónsko, Sloní ostrov, Severopatagonské ledovcové pole, Himálaj |
| Charles Albanel                                    | Francie                                     | 17. století               | Kanada |
| Afonso de Albuquerque                              | Portugalsko                                 | 16. století               | Asie |
| Buzz Aldrin                                        | Spojené státy americké                      | 20. století               | Měsíc |
| Pêro de Alenquer                                   | Portugalsko                                 | 16. století               | Indický oceán |
| Alexandr Veliký                                    | Království Makedonie                        | 4. století př. n. l.      | Indus, Hindúkuš |
| Jean Alphonse                                      | Portugalsko-Francie                         | 15./16. století           | Indický oceán, jižní Asie, snad Austrálie, Brazílie, Severní Amerika |
| Benedict Allen                                     | Anglie                                      | 20./21. století           | různý |
| Diego de Almagro                                   | Španělsko                                   | 16. století               | Peru, Chile |
| László Almásy                                      | Maďarsko                                    | 19./20. století           | Afrika |
| Francisco de Almeida                               | Portugalsko                                 | 16. století               | Indie |
| Lourenço de Almeida                                | Portugalsko                                 | 16. století               | Srí Lanka, Indie |
| Pedro de Alvarado                                  | Španělsko                                   | 16. století               | Mexiko, Guatemala, Honduras |
| Francisco Álvares                                  | Portugalsko                                 | 16. století               | Etiopie |
| Gonçalo Álvares                                    | Portugalsko                                 | 15. století               | Goughův ostrov, Namibie |
| Jorge Álvares                                      | Portugalsko                                 | 16. století               | Čína |
| Roald Amundsen                                     | Norsko                                      | 20. století               | Jižní pól, Antarktida, Severozápadní průjezd |
| José Alberto de Oliveira Anchieta                  | Portugalsko                                 | 19. století               | Goughův ostrov |
| Charles John Andersson                             | Švédsko                                     | 19. století               | Jižní Afrika |
| António de Andrade                                 | Portugalsko                                 | 16./17. století           | Indie, Tibet |
| Fernão Pires de Andrade                            | Portugalsko                                 | 16. století               | Říše Ming |
| Salomon August Andrée                              | Švédsko                                     | 19. století               | Arktida |
| Roy Chapman Andrews                                | Spojené státy americké                      | 20. století               | Čína, Mongolsko |
| Juan Bautista de Anza                              | Španělsko                                   | 18. století               | Kalifornie |
| Moncacht-Apé                                       | Tunikové                                    | 17./18. století           | Severní Amerika |
| Dominick Arduin                                    | Francie                                     | 20./21. století           | Severní pól |
| Henryk Arctowski                                   | Polsko                                      | 20. století               | Antarktida, Jižní Amerika |
| Neil Armstrong                                     | Spojené státy americké                      | 20. století               | Měsíc |
| Ingólfr Arnarson                                   | Seveřané                                    | 9. století                | Island |
| Vladimir Klavdijevič Arseňjev                      | Rusko                                       | 20. století               | Dálný východ |
| Michael Asher                                      | Anglie                                      | 20. století               | Afrika |
| Pêro de Ataíde                                     | Portugalsko                                 | 16./17. století           | Indický oceán |
| Vasco de Ataíde                                    | Portugalsko                                 | 16./17. století           | Indie, Tibet |
| Vladimir Vasiljevič Atlasov                        | Sibiřští kozáci                             | 17. století               | Kamčatka |
| François Xavier Aubry                              | Nová Francie                                | 19. století               | Severní Amerika |
| Väinö Auer                                         | Finsko                                      | 20. století               | Ohňová země a Patagonie |
| Pedro Menéndez de Avilés                           | Španělsko                                   | 16. století               | Florida |
| Juan Manuel de Ayala                               | Španělsko                                   | 18. století               | Kalifornie |
| Lucas Vázquez de Ayllón                            | Španělsko                                   | 16. století               | Jižní Karolína |
| Diogo de Azambuja                                  | Portugalsko                                 | 15. století               | pobřeží Západní Afriky |
| George Back                                        | Anglie                                      | 19. století               | Kanadské arktické souostroví |
| William Baffin                                     | Anglie                                      | 17. století               | Severozápadní průjezd, Kanadské arktické souostroví |
| Abú Bakr II.                                       | Malijská říše                               | 14. století               | Atlantský oceán, údajně trans-Atlantická cesta |
| Samuel Baker                                       | Anglie                                      | 19. století               | Afrika |
| Vasco Núñez de Balboa                              | Španělsko                                   | 16. století               | Panama, objevitel Tichého oceánu |
| Robert D. Ballard                                  | Spojené státy americké                      | 20. století               | hlubokomořské vraky lodí, Titanic |
| Ann Bancroftová                                    | Spojené státy americké                      | 20./21. století           | Arktida, Antarktida |
| Joseph Banks                                       | Anglie                                      | 18. století               | Newfoundland a Labrador, Jižní Pacifik |
| Giosafat Barbaro                                   | Itálie                                      | 15. století               | Černé moře, Blízký východ |
| Duarte Barbosa                                     | Portugalsko                                 | 15./16. století           | Indický oceán, První cesta kolem světa |
| João Fernandes Lavrador                            | Portugalsko                                 | 15./16. století           | Severní Amerika |
| Afonso Gonçalves Baldaia                           | Portugalsko                                 | 15. století               | Západní Sahara |
| Jeanne Barretová                                   | Francie                                     | 18./19. století           | Tichý oceán |
| Willem Barents                                     | Nizozemsko                                  | 16. století               | Severní mořská cesta, Nová země, Špicberky |
| Heinrich Barth                                     | Německo                                     | 19. století               | Střední a severní Afrika |
| Stanislav Bártl                                    | Česko                                       | 20. století               | Antarktida |
| Robert Bartlett                                    | Kolonie Newfoundland                        | 20. století               | Arktida |
| William Bartram                                    | Spojené státy americké                      | 18. století               | Jih USA |
| George Bass                                        | Anglie                                      | 18. století               | Austrálie, Tasmánie |
| Henry Walter Bates                                 | Anglie                                      | 19. století               | Amazonský prales |
| Abu Abdullah Muhammad Ibn Battuta                  | Marínovci                                   | 14. století               | Afrika, Střední Asie, Čína, Evropa, Indický poloostrov, Střední východ, Rusko, Jižní Asie                                                                                         |
| Nicolas Baudin                                     | Francie                                     | 18. století               | Austrálie |
| James Beckwourth                                   | Spojené státy americké                      | 19. století               | Sierra Nevada |
| William Beebe                                      | Spojené státy americké                      | 20. století               | hlubokooceánský průzkum |
| Pjotr Ivanovič Beketov                             | Rusko                                       | 17. století               | Sibiř |
| Gertrude Bellová                                   | Anglie                                      | 19./ 20. století          | Sýrie Mezopotámie Malá Asie Arábie |
| Fadděj Faddějevič Bellingshausen                   | Baltští Němci                               | 19. století               | Antarktida |
| Joseph René Bellot                                 | Francie                                     | 19. století               | Arktida |
| Móric Beňovský                                     | Maďarsko                                    | 18. století               | severní Tichý oceán |
| Vitus Bering                                       | Dánsko                                      | 18. století               | Severní ledový oceán, Beringův průliv, Aljaška |
| Jean de Béthencourt                                | Francie                                     | 15. století               | Kanárské ostrovy |
| Hiram Bingham                                      | Spojené státy americké                      | 20. století               | Machu Picchu, Peru |
| Laura Binghamová                                   | Anglie                                      | 20./21. století           | Jižní Amerika |
| Isabella Bird                                      | Anglie                                      | 19. století               | Severní Amerika, Havajské ostrovy, Japonsko, Korea, Čína, Vietnam, Singapur, Malajsie, Indie, Persie, Kurdistán, Turecko, Maroko                                                  |
| John Blashford-Snell                               | Anglie                                      | 20./21. století           | různé |
| Adriaen Block                                      | Nizozemsko                                  | 17. století               | východní pobřeží Spojených států amerických |
| Nellie Bly                                         | Spojené státy americké                      | 19./20. století           | cesta kolem světa za 72 dnů |
| Juan Francisco Bodega y Quadra                     | Španělsko                                   | 18. století               | Tichý oceán |
| Benjamin Bonneville                                | Spojené státy americké                      | 19. století               | Oregon, Velká pánev |
| Daniel Boone                                       | Spojené státy americké                      | 18. století               | Kentucky, Appalačské pohoří |
| Vittorio Bottego                                   | Itálie                                      | 19. století               | Somálsko |
| Adam Brand                                         | Německo                                     | 17. století               | Rusko, Čína |
| Pierre Savorgnan de Brazza                         | Itálie-Francie                              | 19. století               | Konžská republika |
| Svatý Brendan                                      | Irsko                                       | 6. století                | Atlantský oceán, Island |
| Jim Bridger                                        | Spojené státy americké                      | 19. století               | Západ Spojených států amerických |
| James Bruce                                        | Skotsko                                     | 18. století               | Alžírsko, Střední východ, Egypt |
| William Speirs Bruce                               | Skotsko                                     | 20. století               | Antarktida |
| Jørgen Brønlund                                    | Grónsko                                     | 20. století               | Grónsko |
| Étienne Brûlé                                      | Francie                                     | 17. století               | Kanada |
| Bungaree                                           | Austrálie                                   | 19./20. století           | Australské pobřeží |
| Lafayette Bunnell                                  | Spojené státy americké                      | 19. století               | Yosemitské údolí |
| Johann Ludwig Burckhardt                           | Švýcarsko                                   | 19. století               | Střední východ, Súdán |
| Robert O'Hara Burke                                | Irsko                                       | 19. století               | Austrálie |
| Frederick Russell Burnham                          | Spojené státy americké                      | 19./20. století           | Afrika, Mexiko |
| Richard Francis Burton                             | Anglie                                      | 19. století               | Východní Afrika |
| Thomas Button                                      | Wales                                       | 17. století               | Severozápadní průjezd |
| José de Bustamante y Guerra                        | Španělsko                                   | 18. století               | Tichý oceán |
| Richard Evelyn Byrd                                | Spojené státy americké                      | 20. století               | Severní pól, Antarktida |
| Álvar Núñez Cabeza de Vaca                         | Španělsko                                   | 16. století               | Spojené státy americké, Mexiko, Argentina |
| John Cabot                                         | Itálie                                      | 15. století               | Kanada |
| Sebastiano Caboto                                  | Itálie                                      | 15. století               | Severozápadní průjezd, Río de la Plata, řeka Paraná |
| João Cabral                                        | Portugalsko                                 | 16. století               | Bhútán & Nepál |
| Pedro Álvares Cabral                               | Portugalsko                                 | 15./16. století           | Brazílie, Madagaskar |
| Juan Rodriguez Cabrillo                            | Portugalsko nebo Španělsko                  | 16. století               | Kalifornie |
| Estêvão Cacella                                    | Portugalsko                                 | 16. století               | Himálaj |
| Alviso Cadamosto                                   | Itálie                                      | 15. století               | Kapverdy |
| Antoine de Lamothe-Cadillac                        | Francie                                     | 18. století               | Severní Amerika |
| Auguste René Caillié                               | Francie                                     | 19. století               | Severní Afrika |
| Álvaro Caminha                                     | Portugalsko                                 | 15. století               | Svatý Tomáš a Princův ostrov |
| Pêro Vaz de Caminha                                | Portugalsko                                 | 15. století               | Brazílie |
| Alberto del Canto                                  | Portugalsko                                 | 15./16. století           | Mexiko |
| Diogo Cão                                          | Portugalsko                                 | 15. století               | západní pobřeží Afriky a řeka Kongo |
| Hermenegildo Cardos de Brito Capelo                | Portugalsko                                 | 19. století               | Afrika |
| Giovanni Carpini                                   | Itálie                                      | 13. století               | Střední Asie, Mongolsko |
| Juan Carrasco                                      | Španělsko                                   | 18. století               | severozápadní Pacifik |
| Kit Carson                                         | Spojené státy americké                      | 19. století               | Skalnaté hory, Kalifornie, Oregon, Velká pánev |
| Jan Carstensz                                      | Nizozemsko                                  | 17. století               | pobřeží Nové Guineje, Carpentarský záliv |
| Jacques Cartier                                    | Francie                                     | 16. století               | St. Lawrence |
| João de Castro                                     | Portugalsko                                 | 15. století               | Indie, Arabský poloostrov & Rudé moře |
| René Robert Cavelier de La Salle                   | Francie                                     | 17. století               | Mississippi |
| Thomas Cavendish                                   | Anglie                                      | 16. století               | Virginie, pobřeží Střední a Jižní Ameriky v Pacifiku |
| Merieme Chadid                                     | Maroko, Francie                             | 20./21. století           | Antarktida, Jižní Amerika, Asie, Astronom |
| Paul Belloni Du Chaillu                            | Francie                                     | 19. století               | Afrika |
| Harriet Chalmers Adamsová                          | Spojené státy americké                      | 19./20. století           | Jižní Amerika, Asie, jižní Pacifik |
| Samuel de Champlain                                | Francie                                     | 16./17. století           | Québec, Velká jezera |
| Čang Čun                                           | Čína                                        | 13. století               | Střední Asie, Mongolsko |
| Jean Chardin                                       | Francie                                     | 17. století               | Persie, Indie |
| Semjon Ivanovič Čeljuskin                          | Rusko                                       | 18. století               | Velká severní expedice |
| Vasilij Jakovlevič Čičagov                         | Rusko                                       | 18. století               | Severní ledový oceán |
| Alexej Iljič Čirikov                               | Rusko                                       | 18. století               | Velká severní expedice |
| Fletcher Christian                                 | Anglie                                      | 19. století               | Polynésie |
| Boris Chukhnovsky                                  | Rusko                                       | 20. století               | Arktida |
| Hugh Clapperton                                    | Skotsko                                     | 19. století               | Západní a Střední Afrika |
| William Clark                                      | Spojené státy americké                      | 19. století               | Lewisova a Clarkova expedice - Spojené státy americké |
| Gonçalo Coelho                                     | Portugalsko                                 | 15./16. století           | pobřeží Jižní Ameriky |
| Nicolau Coelho                                     | Portugalsko                                 | 15. století               | Brazílie |
| Frank Cole                                         | Kanada                                      | 20. století               | Sahara |
| Bartoloměj Kolumbus                                | Itálie Janovská republika                   | 15./16. století           | Hispaniola, Antily |
| Kryštof Kolumbus                                   | Itálie Janovská republika                   | 15./16. století           | Bahamy, Karibik, Střední Amerika, Jižní Amerika (Kolumbie a Venezuela) |
| Diego Kolumbus                                     | Portugalsko                                 | 16. století               | Hispaniola a Dominikánská republika |
| George Comer                                       | Spojené státy americké                      | 19./ 20. století          | Arktida |
| Niccolò Da Conti                                   | Itálie Benátská republika                   | 15. století               | Indie, Jižní Asie |
| Frederick Cook                                     | Spojené státy americké                      | 19./20. století           | Arktida |
| James Cook                                         | Anglie                                      | 18. století               | Australasie, Oceánie |
| Francisco Vásquez de Coronado                      | Španělsko                                   | 16. století               | Nové Mexiko |
| Diogo Álvares Correia                              | Portugalsko                                 | 16. století               | Brazílie |
| Gaspar Corte-Real                                  | Portugalsko                                 | 16. století               | Newfoundland, Grónsko |
| João Vaz Corte-Real                                | Portugalsko                                 | 15. století               | Azory, Newfoundland (možná průzkum Severní Ameriky v roce 1473) |
| Miguel Côrte-Real                                  | Portugalsko                                 | 16. století               | Grónsko, Newfoundland, Massachusetts |
| Hernán Cortés                                      | Španělsko                                   | 16. století               | Mexiko |
| Juan de la Cosa                                    | Španělsko                                   | 15./16. století           | Karibik, Jižní Amerika |
| Thomas Coulter                                     | Irsko                                       | 19. století               | Mexiko, Horní Kalifornie |
| Jean Cousin                                        | Francie                                     | 15. století               | možná Amerika kolem roku 1488. Možná ústí Amazonky |
| Jacques-Yves Cousteau                              | Francie                                     | 20. století               | hlubokomořský výzkum |
| Pedro da Covilhã                                   | Portugalsko                                 | 15./16. století           | Indie, Etiopie |
| Tom Crean                                          | Irsko                                       | 20. století               | Antarktida |
| Andrew Croft                                       | Anglie                                      | 20. století               | Arktida |
| Tristão da Cunha                                   | Portugalsko                                 | 16. století               | Tristan da Cunha |
| Jeremy Curl                                        | Anglie/Irsko                                | 20. století               | Afrika |
| William Healey Dall                                | Spojené státy americké                      | 19. století               | Aljaška, Yukon |
| William Dampier                                    | Anglie                                      | 17./18. století           | Austrálie, Panama a další lokality |
| Alexandra David-Néelová                            | Francie-Belgie                              | 20. století               | Tibet (expedice do Lhasy) |
| Isaac Davis                                        | Wales                                       | 18. století               | Havajské ostrovy |
| John Davis                                         | Anglie                                      | 16. století               | Východní Indie, Falklandy |
| Wang Dayuan                                        | Čína                                        | 14. století               | Jižní Asie, Singapur |
| Semjon Ivanovič Děžňov                             | Rusko                                       | 17. století               | Sibiř, Beringův průliv (80 roků před Vitem Beringem) |
| Bartolomeu Dias                                    | Portugalsko                                 | 15. století               | Afrika |
| Dinis Dias                                         | Portugalsko                                 | 15. století               | pobřeží severní Afriky |
| Diogo Dias                                         | Portugalsko                                 | 15. století               | Madagaskar, Somálsko |
| Pêro Dias                                          | Portugalsko                                 | 15. století               | pobřeží Afriky |
| Dicuil                                             | Irsko                                       | 8. století                | Anglie, Skotsko |
| Karl von Ditmar                                    | Baltští Němci                               | 19. století               | Kamčatka |
| Raphaël Domjan                                     | Švýcarsko                                   | 21. století               | různé lokality |
| Francis Drake                                      | Anglie                                      | 16. století               | Karibik, pobřeží severní Ameriky v Pacifiku |
| Gil Eanes                                          | Portugalsko                                 | 15. století               | pobřeží západní Afriky |
| Juan Sebastián Elcano                              | Španělsko                                   | 16. století               | první cesta kolem světa |
| Francisco de Eliza                                 | Španělsko                                   | 18. století               | Úžina Juana de Fucy a Strait of Georgia |
| Lincoln Ellsworth                                  | Spojené státy americké                      | 20. století               | Arktida a Antarktida |
| Franz Engel                                        | Německo                                     | 19. století               | Jižní Amerika |
| Leif Eriksson                                      | Norští Vikingové                            | 11. století               | Vinland (Newfoundland) a oblast severní Ameriky, především Kanada |
| Erik Rudý                                          | Norští Vikingové                            | 10. století               | Grónsko |
| Pêro Escobar                                       | Portugalsko                                 | 15. století               | Svatý Tomáš a Princův ostrov |
| St Vincent Whitshed Erskine                        | Spojené království-Jižní Afrika             | 19. století               | Pungwe & Limpopo |
| Eudoxus z Cyzicus                                  | Starověké Řecko                             | 2. století př. n. l.      | Indický oceán a patrně i cesta kolem Afriky |
| Euthymenes                                         | Starověké Řecko                             | 6. století př. n. l.      | pobřeží severní Afriky |
| George Everest                                     | Wales                                       | 19. století               | Indie |
| Evlija Čelebi                                      | Turecko                                     | 17. století               | Turecko, Egypt, Afrika, Evropa |
| Ibn Fadlán                                         | Arábie                                      | 10. století               | Východní Evropa, Střední východ, Rusko |
| João Álvares Fagundes                              | Portugalsko                                 | 16. století               | Newfoundland a Nové Skotsko |
| Edmund Fanning                                     | Spojené státy americké                      | 18./19. století           | Oceánie |
| Percy Fawcett                                      | Anglie                                      | 20. století               | Amazonský prales |
| Antonio Fernandes                                  | Portugalsko                                 | 15. století               | pobřeží západní Afriky |
| Baltasar Fernandes                                 | Portugalsko                                 | 17. století               | Brazílie |
| Duarte Fernandes                                   | Portugalsko                                 | 16. století               | Thajsko |
| Juan Fernández                                     | Španělsko                                   | 16. století               | Ostrovy Juana Fernándeze, Tichý oceán |
| Salvador Fidalgo                                   | Španělsko                                   | 18. století               | severozápadní Pacifik |
| Peter Fidler                                       | Anglie                                      | 18. století               | západní Kanada |
| Ranulph Fiennes                                    | Anglie                                      | 20./21. století           | Arktida, Antarktida |
| Matthew Flinders                                   | Anglie                                      | 18./19. století           | Austrálie, Tasmánie |
| Alexander Forbes                                   | Skotsko                                     | 19. století               | Kalifornie |
| Peter Forsskål                                     | Finsko                                      | 18. století               | Arabský poloostrov |
| John Franklin                                      | Anglie                                      | 19. století               | Severozápadní průjezd |
| Simon Fraser                                       | Skotsko                                     | 18./19. století           | Britská Kolumbie |
| Lançarote de Freitas                               | Portugalsko                                 | 15. století               | pobřeží západní Afriky |
| John Charles Frémont                               | Spojené státy americké                      | 19. století               | Oregon, Sierra Nevada |
| Marc-Joseph Marion du Fresne                       | Francie                                     | 18. století               | Oceánie |
| Louis de Freycinet                                 | Francie                                     | 19. století               | západní Austrálie, Oceánie |
| Martin Frobisher                                   | Anglie                                      | 16. století               | Severozápadní průjezd, Kanada |
| Xu Fu                                              | Čína                                        | 3. století př. n. l.      | Japan |
| Juan de Fuca                                       | Řecko-Španělsko                             | 16. století               | Úžina Juana de Fucy, Americko-kanadská hranice |
| Vivian Fuchs                                       | Anglie                                      | 20. století               | Antarktida |
| Alfons Gabriel                                     | Rakousko                                    | 20. století               | Írán |
| Jurij Gagarin                                      | Sovětský svaz                               | 20. století               | Geocentrická dráha |
| Martín Galeano                                     | Itálie Janovan-Španělsko                    | 16. století               | Kolumbie |
| Dionisio Alcalá Galiano                            | Španělsko                                   | 18. století               | Tichý oceán |
| Juan Galindo                                       | Španělsko/Irsko                             | 19. století               | Mezoamerika (Mayská civilizace) |
| Estevão da Gama                                    | Portugalsko                                 | 16. století               | Trindade a Martim Vaz, Indický oceán |
| João da Gama                                       | Portugalsko                                 | 16. století               | Hokkaidó, Kurilské ostrovy, Tichý oceán, Severní Amerika |
| Paulo da Gama                                      | Portugalsko                                 | 15. století               | mořská cesta z Evropy do Indie |
| Vasco da Gama                                      | Portugalsko                                 | 15. století/16. století   | mořská cesta z Evropy do Indie |
| Pedro Sarmiento de Gamboa                          | Španělsko                                   | 16. století               | Šalomounovy ostrovy |
| Thomas Gann                                        | Irsko                                       | 19. století/20. století   | Mezoamerika (Mayská civilizace) |
| Francisco Garcés                                   | Španělsko                                   | 18. století               | Jihozápad Spojených států amerických, Mexiko |
| Aleixo Garcia                                      | Portugalsko                                 | 16. století               | Brazílie, Paraguay a Bolívie |
| Francisco García Jofre de Loaísa                   | Španělsko                                   | 16. století               | Tichý oceán |
| Francis Garnier                                    | Francie                                     | 19. století               | Mekong |
| Adrien de Gerlache                                 | Belgie                                      | 19. století/20. století   | Antarktida, Arktida |
| Romolo Gessi                                       | Itálie                                      | 19. století               | Nil, Súdán |
| Humphrey Gilbert                                   | Anglie                                      | 16. století               | Severní Amerika |
| Ernest Giles                                       | Austrálie                                   | 19. století               | Austrálie |
| Diogo Gomes                                        | Portugalsko                                 | 15. století               | pobřeží západní Afriky |
| André Gonçalves                                    | Portugalsko                                 | 15. století/16. století   | Brazílie |
| Antão Gonçalves                                    | Portugalsko                                 | 15. století               | pobřeží západní Afriky |
| Lopes Gonçalves                                    | Portugalsko                                 | 15. století               | Atlantský oceán |
| Binot Paulmier de Gonneville                       | Francie                                     | 15. století/16. století   | Brazílie (Santa Catarina) |
| Sascha Grabow                                      | Německo                                     | 20./21. století           | Konžská demokratická republika |
| James Augustus Grant                               | Skotsko                                     | 19. století               | Východní Afrika |
| João Grego                                         | Portugalsko                                 | 15. století               | pobřeží Afriky |
| Juan de Grijalva                                   | Španělsko                                   | 16. století               | Mexiko, Nikaragua |
| Grigory Grum-Grshimailo                            | Rusko                                       | 19. století/20. století   | Střední Asie, Tuva, Dálný východ |
| Gonzalo Guerrero                                   | Španělsko                                   | 16. století               | Yucatánský poloostrov |
| Michail Spiridonovič Gvozděv                       | Rusko                                       | 18. století               | Kamčatka, Velká severní expedice |
| Charles Gwynn                                      | Irsko                                       | 19. století/20. století   | Súdán |
| Niels Peter Høeg Hagen                             | Dánsko                                      | 20. století               | Grónsko |
| Hanno Mořeplavec                                   | Kartágo                                     | 6. století př. n. l.      | pobřeží západní Afriky |
| Hannu                                              | Egypt                                       | 21./20. století př. n. l. | Východní Afrika |
| Jiří Hanzelka                                      | Česko                                       | 20. století               | Afrika, Austrálie, Sovětský svaz, Jižní Amerika, Střední Amerika, Oceánie, Asie                                                                                                   |
| Gonzalo López de Haro                              | Španělsko                                   | 18. století               | Tichý oceán |
| Alfred Harrison                                    | Anglie                                      | 20. století               | Arktida |
| Dirck Hartog                                       | Nizozemsko                                  | 17. století               | pobřeží západní Austrálie |
| Ahmed Pasha Hassanein                              | Egypt                                       | 20. století               | Uweinat a Sahara |
| Ferdinand Vandeveer Hayden                         | Spojené státy americké                      | 19. století               | Skalnaté hory a západ Spojených států amerických |
| Čeng Che                                           | Čína                                        | 15. století               | Asie, Střední východ, pobřeží východní Afriky |
| Samuel Hearne                                      | Anglie                                      | 18. století               | Kanada, Arktida |
| Bruno de Heceta                                    | Španělsko                                   | 18. století               | Tichý oceán |
| Sven Hedin                                         | Švédsko                                     | 19. století/20. století   | Střední Asie |
| Matthew Henson                                     | Spojené státy americké                      | 20. století               | Arktida |
| Louis Hennepin                                     | Belgie-Francie                              | 17. století               | Severní Amerika |
| Pedro de Heredia                                   | Španělsko                                   | 16. století               | severní Kolumbie |
| Bjarni Herjólfsson                                 | Norsko Vikingové                            | 10. století               | Severní Amerika |
| William Lewis Herndon                              | Spojené státy americké                      | 19. století               | Amazonský prales |
| Hérodotos                                          | Starověké Řecko                             | 5. století př. n. l.      | Blízký východ, Střední východ, Severní Afrika |
| Thor Heyerdahl                                     | Norsko                                      | 20. století               | mořská antropologie |
| Edmund Hillary                                     | Nový Zéland                                 | 20. století               | Mount Everest, Antarktida |
| Himilco                                            | Kartágo                                     | 6. století př. n. l.      | severozápad Evropy |
| Hippalus                                           | Řecko                                       | 1. století př. n. l.      | Indický oceán |
| Clement Hodgkinson                                 | Anglie                                      | 19. století               | Nový Jižní Wales |
| Pelham Aldrich                                     | Anglie                                      | 19. století/20. století   | Arktida |
| Emil Holub                                         | Česko                                       | 19. století               | Afrika |
| Robert Hottot                                      | Francie                                     | 20. století               | řeka Kongo |
| Cornelis de Houtman                                | Nizozemsko                                  | 16. století               | mořská cesta z Evropy do Indonésie |
| Frederick de Houtman                               | Nizozemsko                                  | 16. století/17. století   | pobřeží západní Austrálie |
| William Hovell                                     | Anglie                                      | 19. století               | Nový Jižní Wales |
| Du Huan                                            | Čína                                        | 8. století                | Střední Asie, Střední východ, Východní Afrika |
| Henry Hudson                                       | Anglie                                      | 17. století               | Severozápadní průjezd, řeka Hudson a Hudsonův záliv |
| Alexander von Humboldt                             | Německo                                     | 19. století               | Jižní Amerika, Sibiř |
| Hamilton Hume                                      | Austrálie                                   | 19. století               | Austrálie |
| James S. Hutchinson                                | Spojené státy americké                      | 20. století               | Sierra Nevada |
| Hyecho                                             | Korea                                       | 8. století                | Indie, Persie Střední Asie |
| João Infante                                       | Portugalsko                                 | 15. století               | pobřeží Afriky |
| Helge Ingstad                                      | Norsko                                      | 20. století               | Newfoundland, Grónsko, Aljaška |
| James Irwin                                        | Spojené státy americké                      | 20. století               | Měsíc |
| Kurbat Afanasjevič Ivanov                          | Kozáci                                      | 17. století               | Sibiř, Dálný východ, Bajkal |
| Roberto Ivens                                      | Portugalsko                                 | 19. století               | Afrika |
| Cristóvão Jacques                                  | Portugalsko                                 | 16. století               | Paraná, Brazílie, Uruguay, Argentina |
| James z Irska                                      | Irsko                                       | 14. století               | Sumatra, Čína |
| Willem Janszoon                                    | Nizozemsko                                  | 17. století               | Austrálie (Queensland) |
| Anthony Jenkinson                                  | Anglie                                      | 16. století               | Rusko, Persie |
| Louis Jolliet                                      | Kanada                                      | 17. století               | Mississippi |
| Jørgen Jørgensen                                   | Dánsko                                      | 18. století/19. století   | Tasmánie |
| Friar Julian                                       | Maďarsko                                    | 13. století               | Volžské Bulharsko |
| Þorfinnur Karlsefni                                | Island                                      | 11. století               | Vinland |
| Johann Karl Ehrenfried Kegel                       | Německo                                     | 19. století               | Kamčatka |
| George Frost Kennan                                | Spojené státy americké                      | 19. století/20. století   | Rusko |
| Edmund Kennedy                                     | Spojené království-Austrálie                | 19. století               | Austrálie |
| Robert Kennicott                                   | Spojené státy americké                      | 19. století               | Aljaška, Sibiř, Yukon a severní Kanada |
| Jerofej Pavlovič Chabarov                          | Rusko                                       | 17. století               | druhá ruská cesta k Amuru |
| Khashkhash Ibn Saeed Ibn Aswad                     | Andalusie                                   | 9. století                | Atlantský oceán |
| Mary Kingsley                                      | Anglie                                      | 19. století               | Kamerun, Gabon, Kongo |
| Eusebio Kino                                       | Itálie                                      | 17. století/18. století   | Kalifornie, Sonora a Arizona |
| Maria Klenova                                      | Rusko                                       | 20. století               | Mořská geologie |
| Amyr Klink                                         | Brazílie                                    | 20. století               | Antarktida |
| John Knight                                        | Anglie                                      | 17. století               | Grónsko, Labrador |
| Johan Peter Koch                                   | Dánsko                                      | 20. století               | Grónsko |
| Alexandr Vasiljevič Kolčak                         | Rusko                                       | 20. století               | Arktida |
| Ferdinand Konščak                                  | Chorvatsko                                  | 17. století               | Kalifornský poloostrov |
| Fjodor Filippovič Koňuchov                         | Rusko                                       | 20./21. století           | cesta kolem světa, severní a jižní pól, pól nedostupnosti |
| Otto von Kotzebue                                  | Baltští Němci                               | 19. století               | Tichý oceán |
| Pyotr Kozlov                                       | Rusko                                       | 20. století               | Mongolsko, Tibet |
| Johann Ludwig Krapf                                | Německo                                     | 19. století               | Etiopie, Keňa |
| Pjotr Kuzmič Krenicyn                              | Rusko                                       | 18. století               | Aljaška, Aleutské ostrovy, Kamčatka |
| Ivan Fjodorovič Kruzenštern                        | Baltští Němci                               | 19. století               | první ruská cesta kolem světa |
| Francisco de Lacerda                               | Portugalsko                                 | 18. století               | Zambie |
| Juan de Ladrilleros                                | Španělsko                                   | 16. století               | Chile |
| Ernest Doudard de Lagrée                           | Francie                                     | 19. století               | Indočína, Mekong a Jün-nan |
| Alexander Gordon Laing                             | Skotsko                                     | 19. století               | Západní Afrika (řeka Niger a Timbuktu) |
| Pierre Martin de La Martinière                     | Francie                                     | 17. století               | Norsko, Laponsko, severní Rusko, Nová země, Grónsko a Island |
| Richard Lemon Lander                               | Anglie                                      | 19. století               | Západní Afrika (Niger a Benue) |
| Grigori Ivanovitch Langsdorff                      | Rusko–Německo                               | 19. století               | Brazílie |
| Jean-François de La Pérouse                        | Francie                                     | 18. století               | Pacifické státy |
| Chariton Prokofjevič Laptěv                        | Rusko                                       | 18. století               | Velká severní expedice |
| Anthony de la Roché                                | Anglie                                      | 17. století               | Antarktida |
| Gadifer de la Salle                                | Francie                                     | 15. století               | Kanárské ostrovy |
| João Fernandes Lavrador                            | Portugalsko                                 | 15. století/16. století   | Labrador |
| Joseph N. LeConte                                  | Spojené státy americké                      | 20. století               | Sierra Nevada |
| Albert von Le Coq                                  | Německo                                     | 19. století/20. století   | Střední Asie |
| John Ledyard                                       | Spojené státy americké                      | 18. století               | Australasie, Oceánie, Rusko |
| Miguel López de Legazpi                            | Španělsko                                   | 16. století               | Filipíny |
| Ludwig Leichhardt                                  | Německo                                     | 19. století               | Austrálie |
| Jacob Le Maire                                     | Nizozemsko                                  | 17. století               | Jižní Pacifik (mys Horn, Tonga, Wallis a Futuna) |
| Gaspar de Lemos                                    | Portugalsko                                 | 15. století               | Brazílie |
| Dragutin Lerman                                    | Chorvatsko                                  | 19. století/20. století   | Konžská republika |
| Michail Dmitrijevič Levašov                        | Rusko                                       | 18. století               | Aljaška, Aleutské ostrovy, Kamčatka |
| Meriwether Lewis                                   | Spojené státy americké                      | 18. století/19. století   | západ Spojených států amerických |
| Sir Martin Lindsay, 1st Baronet                    | Skotsko                                     | 20. století               | East Grónsko |
| João de Lisboa                                     | Portugalsko                                 | 15. století/16. století   | Indický oceán, Brazílie, Uruguay a Argentina |
| St. George Littledale                              | Anglie                                      | 19. století               | Střední Asie a Severní Amerika |
| David Livingstone                                  | Skotsko                                     | 19. století               | Jižní a východní Afrika |
| Louis-Philippe Loncke                              | Belgie                                      | 21st                      | Austrálie, Andy a Island |
| Jim Lovell                                         | Spojené státy americké                      | 20. století               | let kolem Měsíce |
| Alexander Mackenzie                                | Kanada                                      | 18. století/19. století   | Kanada |
| Fernão de Magalhães                                | Portugalsko                                 | 15. století/16. století   | První cesta kolem světa, Filipíny, Moluky, Indický oceán |
| Jacques Mahu                                       | Francie-Nizozemsko                          | 16. století               | Kapverdy |
| Alessandro Malaspina                               | Itálie-Španělsko                            | 18. století               | Tichý oceán |
| Teoberto Maler                                     | Německo-Itálie                              | 19. století               | Mezoamerika (Mayská civilizace) |
| George Mallory                                     | Anglie                                      | 20. století               | Mount Everest |
| Lancelotto Malocello                               | Itálie                                      | 13. století/14. století   | Lanzarote (Kanárské ostrovy) |
| Albert Hastings Markham                            | Spojené království                          | 19. století               | Arktida |
| Lourenço Marques                                   | Portugalsko                                 | 16. století               | Mosambik |
| Jacques Marquette                                  | Francie                                     | 17. století               | Mississippi |
| Álvaro Martins                                     | Portugalsko                                 | 15. století               | Newfoundland, mys Dobré naděje |
| Pedro Mascarenhas                                  | Portugalsko                                 | 16. století               | Indický oceán, Diego García |
| John Minor Maury                                   | Spojené státy americké                      | 19. století               | Darién |
| Douglas Mawson                                     | Austrálie                                   | 20. století               | Antarktida |
| Robert McClure                                     | Irsko                                       | 19. století               | Arktida |
| Robert McCormick                                   | Spojené království                          | 19. století               | Severní ledový oceán a Antarktida |
| Álvaro de Mendaña                                  | Španělsko                                   | 16. století               | Tichý oceán |
| António Lopes Mendes                               | Portugalsko                                 | 19. století               | Brazílie, Indie |
| Cristóvão de Mendonça                              | Portugalsko                                 | 16. století               | Střední Asie, Australasie |
| Pedro de Mendoza                                   | Španělsko                                   | 16. století               | Jižní Amerika |
| Jorge de Meneses                                   | Portugalsko                                 | 16. století               | Papua Nová Guinea |
| Archibald Menzies                                  | Skotsko                                     | 18. století/19. století   | Tichý oceán, cesta kolem světa |
| Alexander von Middendorff                          | Rusko-Baltští Němci                         | 19. století               | Sibiř, Dálný východ, Laponsko, Ferganská kotlina |
| Ejnar Mikkelsen                                    | Dánsko                                      | 20. století               | Grónsko |
| Nikolaj Nikolajevič Miklucho-Maklaj                | Rusko                                       | 19. století               | Nová Guinea |
| Thomas Mitchell                                    | Skotsko                                     | 19. století               | Austrálie |
| Richard Mohun                                      | Spojené státy americké                      | 19. století/20. století   | Svobodný stát Kongo |
| Pierre Dugua, Sieur de Mons                        | Francie                                     | 16. století/17. století   | Severní Amerika |
| George Fletcher Moore                              | Irsko                                       | 19. století               | Austrálie |
| John Moresby                                       | Anglie                                      | 19. století               | pobřeží Nové Guineje |
| Ivan Moskvitin                                     | Rusko                                       | 17. století               | První Evropan u Ochotského moře |
| António Mota                                       | Portugalsko                                 | 16. století               | Japonsko |
| Henri Mouhot                                       | Francie                                     | 19. století               | Jihovýchodní Asie |
| Francisco Antonio Mourelle                         | Španělsko                                   | 18. století               | Tichý oceán |
| Bimal Mukherjee                                    | Indie                                       | 20. století               | cesta kolem světa |
| Ludvig Mylius-Erichsen                             | Dánsko                                      | 20. století               | Grónsko |
| Gustav Nachtigal                                   | Německo                                     | 19. století               | Afrika |
| Naddod                                             | Norsko Vikingové                            | 9. století                | Island |
| Nain Singh                                         | Indie                                       | 19. století               | Tibet, Himálaj a Střední Asie |
| Fridtjof Nansen                                    | Norsko                                      | 19. století/20. století   | Arktida |
| José María Narváez                                 | Španělsko                                   | 18. století               | Tichý oceán |
| Nearchos                                           | Starověké Řecko                             | 4. století př. n. l.      | Arabské moře, Perský záliv |
| Nehsi                                              | Egypt                                       | 15. století př. n. l.     | Punt |
| Arthur Henry Neumann                               | Anglie                                      | 19. století               | Afrika |
| Gennadij Nevelskoj                                 | Rusko                                       | 19. století               | Sachalin |
| Jean Nicolet                                       | Francie                                     | 17. století               | Severozápadní teritorium |
| Joseph Nicollet                                    | Francie-Spojené státy americké              | 19. století               | řeky Mississippi a Missouri |
| Afanasij Nikitin                                   | Rusko                                       | 15. století               | Indie |
| António Noli                                       | Portugalsko                                 | 15. století               | Kapverdy |
| Adolf Erik Nordenskjöld                            | Finsko                                      | 19. století               | Arktida |
| Tenzing Norgay                                     | Nepál                                       | 20. století               | Mount Everest |
| Fernão de Noronha                                  | Portugalsko                                 | 15. století/16. století   | Atlantský oceán |
| João da Nova                                       | Galicie-Portugalsko                         | 16. století               | Atlantský a Indický oceán |
| Paulo Dias de Novais                               | Portugalsko                                 | 16. století               | Angola |
| Kazimierz Nowak                                    | Polsko                                      | 20. století               | Afrika |
| Vanessa O'Brien                                    | Spojené státy americké a Spojené království | 20./21. století           | Alpinismus a Challenger Deep v Mariánském příkopu |
| Sebastián de Ocampo                                | Španělsko                                   | 16. století               | Karibik, Mexický záliv |
| Addison O'Dea                                      | Spojené státy americké                      | 21. století               | Sahara |
| Odorik z Pordenone                                 | Itálie                                      | 14. století               | Írán, Indie a Čína |
| Peter Skene Ogden                                  | Kanada                                      | 19. století               | řeka Snake, západ Spojených států amerických |
| Alonso de Hojeda                                   | Španělsko                                   | 15. století/16. století   | Jižní Amerika, Karibik |
| Juan de Oñate                                      | Španělsko                                   | 16. století               | Jihozápad Spojených států amerických |
| Francisco de Orellana                              | Španělsko                                   | 16. století               | Jižní Amerika, Amazonka |
| Simone Orlandini                                   | Itálie                                      | 21. století               | Arktida, Tibet |
| Inigo Ortiz de Retez                               | Španělsko                                   | 16. století               | Papua Nová Guinea |
| John Oxenham                                       | Anglie                                      | 16. století               | Panama, Tichý oceán |
| John Oxley                                         | Anglie                                      | 19. století               | Austrálie |
| Pedro Páez                                         | Španělsko                                   | 16. století/17. století   | Etiopie |
| Chung Pao                                          | Čína                                        | 15. století               | Jižní Asie, Střední Asie, Východní Afrika |
| Juan Pardo                                         | Španělsko                                   | 16. století               | Jihovýchod Spojených států amerických |
| Mungo Park                                         | Skotsko                                     | 18. století/19. století   | Západní Afrika (řeka Niger) |
| William Parry                                      | Anglie                                      | 19. století               | Arktida |
| James Ohio Pattie                                  | Spojené státy americké                      | 19. století               | západ Spojených států amerických |
| Fiann Paul                                         | Island                                      | 21. století               | Arktida, Antarktida, Oceány |
| Nathaniel Pearce                                   | Anglie                                      | 19. století               | Etiopie |
| Robert Peary                                       | Spojené státy americké                      | 19. století/20. století   | Arktida |
| Paul Pelliot                                       | Francie                                     | 19. století/20. století   | Střední Asie |
| Diogo Fernandes Pereira                            | Portugalsko                                 | 15. století/16. století   | Madagaskar, Maskarény (Réunion, Mauritius, a Rodrigues) |
| Duarte Pacheco Pereira                             | Portugalsko                                 | 15. století               | Atlantský oceán, Brazílie |
| Bartolomeu Perestrelo                              | Portugalsko                                 | 15. století               | Madeira |
| Juan Pérez                                         | Španělsko                                   | 18. století               | Tichý oceán |
| Maxim Perfiljev                                    | Kozáci                                      | 17. století               | Sibiř, první Rus přešel Zabajkalsko |
| Ivan Petlin                                        | Kozáci                                      | 17. století               | První Rus přešel přes Sibiř do Číny |
| Auguste Piccard                                    | Švýcarsko                                   | 20. století               | Atmosféra Země a hlubiny moře |
| Jacques Piccard                                    | Švýcarsko                                   | 20. století               | hlubiny moře |
| Antonio Pigafetta                                  | Itálie Benátská republika                   | 16. století               | námořník, účastník Magellanovy první plavby kolem světa |
| Zebulon Pike                                       | Spojené státy americké                      | 19. století               | Koupě Louisiany |
| Alonso Alvarez de Pineda                           | Španělsko                                   | 16. století               | Jih Spojených států amerických |
| Fernão Mendes Pinto                                | Portugalsko                                 | 16. století               | Indie, Dálný východ, Japonsko |
| Alexandre de Serpa Pinto                           | Portugalsko                                 | 19. století               | Jižní Afrika |
| Martín Alonso Pinzón                               | Španělsko                                   | 15. století               | Karibik |
| Vicente Yáñez Pinzón                               | Španělsko                                   | 15. století/16. století   | Karibik, Brazílie |
| Luís Pires                                         | Portugalsko                                 | 15. století               | Brazílie |
| Francisco Pizarro                                  | Španělsko                                   | 16. století               | Hispaniola, Panama, Peru |
| Fernão do Pó                                       | Portugalsko                                 | 15. století               | pobřeží západní Afriky |
| Marco Polo                                         | Itálie, Benátská republika                  | 13. století/14. století   | Čína, Mongolská říše, Indie |
| Juan Ponce de León                                 | Španělsko                                   | 15. století/16. století   | Florida |
| Peter Pond                                         | Spojené státy americké                      | 18. století/19. století   | Kanada |
| Fjodot Alexejev Popov                              | Rusko                                       | 17. století               | První expedice k Beringovu průlivu |
| António da Silva Porto                             | Portugalsko                                 | 19. století               | Angola interior |
| Gasparo Portola                                    | Španělsko                                   | 18. století               | Horní Kalifornie a Baja California |
| Poseidónios                                        | Starověké Řecko                             | 1. století př. n. l.      | Galie |
| Sydney Possuelo                                    | Brazílie                                    | 20./21. století           | Amazonský prales |
| Panayotis Potagos                                  | Řecko                                       | 19. století               | Afrika |
| Grigory Potanin                                    | Rusko                                       | 19. století               | Asie |
| John Wesley Powell                                 | Spojené státy americké                      | 19. století               | Západ Spojených států amerických |
| Vasilij Danilovič Pojarkov                         | Rusko                                       | 17. století               | První ruský cestovatel u řeky Amur |
| Mandil Pradhan                                     | Nepál                                       | 21. století               | Himálaj |
| Gavriil Pribylov                                   | Rusko                                       | 18. století               | Aljaška |
| Vasilij Vasiljevič Prončiščev                      | Rusko                                       | 18. století               | Velká severní expedice |
| Maria Prončiščeva                                  | Rusko                                       | 18. století               | první žena v Arktidě |
| Nathaniel Hale Pryor                               | Spojené státy americké                      | 19. století               | západ Spojených států amerických |
| Nikolaj Prževalskij                                | Rusko                                       | 19. století               | Střední Asie |
| Peter Puget                                        | Anglie                                      | 19. století               | Pugetův záliv |
| Pýtheás z Massalie                                 | Řecko                                       | 4. století př. n. l.      | Severní Evropa |
| Čang Čchien                                        | Čína                                        | 2. století př. n. l.      | Střední Asie |
| Pedro Fernandes de Queirós                         | Portugalsko                                 | 16. století/17. století   | Oceánie |
| Gonzalo Jimenéz de Quesada                         | Španělsko                                   | 16. století               | Kolumbie, hledání bájného Eldorada |
| Hernán Pérez de Quesada                            | Španělsko                                   | 16. století               | Caquetá, hledání bájného Eldorada |
| Manuel Quimper                                     | Španělsko                                   | 18. století               | Tichý oceán |
| Emil Racoviță                                      | Rumunsko                                    | 19. století/20. století   | Antarktida |
| John Rae                                           | Kanada                                      | 19. století               | Severozápadní průjezd, Kanada |
| Walter Raleigh                                     | Anglie                                      | 16. století/17. století   | Virginie, řeka Orinoco |
| Knud Rasmussen                                     | Dánsko                                      | 20. století               | Arktida |
| Piri Reis                                          | Turecko                                     | 15. století/16. století   | Středozemní moře |
| Matteo Ricci                                       | Itálie                                      | 16. století               | Čína |
| Mario Rigby                                        | Turks a Caicos                              | 21. století               | Afrika |
| Arthur Rimbaud                                     | Francie                                     | 19. století               | Africký roh (Etiopské císařství) |
| Luigi Robecchi Bricchetti                          | Itálie                                      | 19. století               | Afrika |
| Anthony de la Roché                                | Anglie                                      | 17. století               | Antarktida (Jižní Georgie) |
| Diogo Rodrigues                                    | Portugalsko                                 | 16. století               | Maskarény |
| Nikolaj Konstantinovič Rerich                      | Rusko                                       | 20. století               | Střední Asie, Východní Asie |
| Jacob Roggeveen                                    | Nizozemsko                                  | 18. století               | Jižní Pacifik (Velikonoční ostrov) |
| Cândido Rondon                                     | Brazílie                                    | 19. století/20. století   | Amazonský prales |
| James Clark Ross                                   | Anglie                                      | 19. století               | Arktida, Antarktida |
| John Ross                                          | Skotsko                                     | 19. století               | Arktida |
| John Ross                                          | Skotsko-Austrálie                           | 19. století               | Severní teritorium |
| Vilém z Rubroeku                                   | Vlámsko                                     | 13. století               | Střední Asie |
| Nikolaj Rudanovski                                 | Rusko                                       | 19. století               | Sachalin |
| Henry Russell                                      | Irsko                                       | 19. století               | Pyreneje |
| Omar ibn Rusta                                     | Persie                                      | 10. století               | Rusko, Skandinávie, Arabský poloostrov |
| João de Sá                                         | Portugalsko                                 | 15. století/16. století   | Indie, pobřeží Afriky |
| Álvaro de Saavedra Céron                           | Španělsko                                   | 16. století               | Papua Nová Guinea, Karolíny, Marshallovy ostrovy |
| Edward Sabine                                      | Irsko                                       | 19. století               | Arktida |
| Sacagawea                                          | Šošoni                                      | 18./19. století           | západ Spojených států amerických |
| Anatolij Sagalevič                                 | Rusko                                       | 20./21. století           | Průzkumník světového oceánu a mořského dna severního pólu |
| Kira Salak                                         | Spojené státy americké                      | 20./21. století           | Papua Nová Guinea, Mali, Bhútán |
| Alonso de Salazar                                  | Španělsko                                   | 16. století               | Marshallovy ostrovy, Tichý oceán |
| Gadiel Sánchez Rivera                              | Peru                                        | 21. století               | Amazonka, Titicaca |
| Sándor Kőrösi Csoma                                | Maďarsko                                    | 19. století               | Tibet |
| Jakov Sannikov                                     | Rusko                                       | 19. století               | Novosibiřské ostrovy |
| João de Santarém                                   | Portugalsko                                 | 15. století               | Svatý Tomáš a Princův ostrov |
| Gavril Sarychev                                    | Rusko                                       | 18. století/19. století   | Ochotské moře, Baltské moře, Aleutské ostrovy |
| Martin Sauer                                       | Anglie                                      | 18. století               | Sibiř, Aljaška |
| Rabban Bar Sauma                                   | Turecko-Mongolsko                           | 13. století               | Evropa, Střední východ |
| Johann Schiltberger                                | Německo                                     | 15. století               | Střední Asie |
| Adolf Schlagintweit                                | Německo                                     | 19. století               | Střední Asie |
| Eduard Schlagintweit                               | Německo                                     | 19. století               | Střední Asie |
| Emil Schlagintweit                                 | Německo                                     | 19. století               | Střední Asie |
| Hermann Schlagintweit                              | Německo                                     | 19. století               | Střední Asie |
| Robert Schlagintweit                               | Německo                                     | 19. století               | Střední Asie |
| Ulrich Schmidl                                     | Německo                                     | 16. století               | Río de la Plata |
| Willem Schouten                                    | Nizozemsko                                  | 17. století               | Jižní Pacifik (mys Horn, Tonga, Wallis a Futuna) |
| Georg August Schweinfurth                          | Baltští Němci                               | 19. století               | Střední a jižní Afrika |
| Robert Falcon Scott                                | Anglie                                      | 19. století/20. století   | Antarktida (jižní pól) |
| Skylaks z Kariandy                                 | Řecko                                       | 6. století př. n. l.      | řeka Indus, Indický oceán, Rudé moře |
| Tibor Sekelj                                       | Chorvatsko                                  | 20. století               | Argentina |
| Mirko a Štěpán Seljanovi                           | Chorvatsko                                  | 20. století               | Etiopie, Jižní Amerika |
| Frederick Courtney Selous                          | Anglie                                      | 19. století               | Afrika |
| Symon Semeonis                                     | Normandie                                   | 14. století               | Jeruzalém, Albánie |
| Gomes de Sequeira                                  | Portugalsko                                 | 16. století               | Karolíny, Tichý oceán |
| João Serrão                                        | Portugalsko                                 | 15. století/16. století   | první cesta kolem světa (také později spolukapitán a generál výpravy); velel lodi Santiago v Atlantiku a Concepcion přes Pacifik, Malacký průliv a Indický oceán                  |
| Francisco Serrão                                   | Portugalsko                                 | 15. století/16. století   | Indonésie |
| Ernest Henry Shackleton                            | Anglie-Irsko                                | 20. století               | Antarktida |
| Robert Barkley Shaw                                | Anglie                                      | 19. století               | Střední Asie |
| Eric Shipton                                       | Anglie                                      | 20. století               | Mount Everest, jižní Patagonie |
| Tanaka Shōsuke                                     | Japonsko                                    | 17. století               | Mexiko |
| Diogo de Silves                                    | Portugalsko                                 | 15. století               | Azory |
| James Simpson                                      | Anglie                                      | 20. století               | severní Grónsko |
| Pedro de Sintra                                    | Portugalsko                                 | 15. století               | pobřeží západní Afriky, Sierra Leone |
| Pierre-Jean De Smet                                | Belgie                                      | 19. století               | Severní Amerika |
| Jedediah Smith                                     | Spojené státy americké                      | 19. století               | západ Spojených států amerických, Skalnaté hory |
| John Smith                                         | Anglie                                      | 17. století               | Severní Amerika |
| William Smith                                      | Anglie                                      | 19. století               | Jižní Shetlandy |
| Eugene Smurgis                                     | Rusko                                       | 20. století               | Severní ledový oceán |
| J. Dewey Soper                                     | Kanada                                      | 20. století               | Kanada |
| Hernando de Soto                                   | Španělsko                                   | 16. století               | Střední Amerika, Jih Spojených států amerických |
| Martim Afonso de Sousa                             | Portugalsko                                 | 16. století               | Brazílie |
| John Hanning Speke                                 | Anglie                                      | 19. století               | Východní Afrika |
| Hans Staden                                        | Německo                                     | 16. století               | Brazílie |
| Ed Stafford                                        | Anglie                                      | 21. století               | Amazonský prales |
| William Grant Stairs                               | Kanada                                      | 19. století               | Střední Afrika |
| Henry Morton Stanley                               | Wales                                       | 19. století               | Východní Afrika |
| Vilhjalmur Stefansson                              | Kanada                                      | 20. století               | Kanada |
| Aurel Stein                                        | Uhersko-Spojené království                  | 19. století/20. století   | Střední Asie |
| John Lloyd Stephens                                | Spojené státy americké                      | 19. století               | Střední východ, Mezoamerika (Mayská civilizace) |
| Paweł Edmund Strzelecki                            | Polsko-Spojené království                   | 19. století               | Amerika, Austrálie (Gippsland) |
| John McDouall Stuart                               | Skotsko                                     | 19. století               | Austrálie |
| Charles Sturt                                      | Spojené království                          | 19. století               | Austrálie |
| Gardar Svavarsson                                  | Švédsko                                     | 9. století                | Island |
| Anders Svedlund                                    | Švédsko                                     | 20. století               | Oceány |
| Otto Sverdrup                                      | Norsko                                      | 19. století/20. století   | Arktida |
| Ignacije Szentmartony                              | Chorvatsko                                  | 18. století               | Amazonský prales |
| Abel Tasman                                        | Nizozemsko                                  | 17. století               | Australasie, Tasmánie |
| António Raposo Tavares                             | Portugalsko                                 | 17. století               | řeka Paraguay, část pohoří Andy, řeka Rio Grande, řeka Mamoré, řeka Madeira, Amazonka (Brazílie, Paraguay, Bolívie). Spojení Río de la Plata k řece Amazonce – obeplutí Brazílie. |
| Jean-Baptiste Tavernier                            | Francie                                     | 17. století               | Persie, Mughalská říše |
| Michail Dmitrijevič Těbeňkov                       | Rusko                                       | 19. století               | Aljaška, Aleutské ostrovy, řeka Amur |
| Pedro Teixeira                                     | Portugalsko                                 | 17. století               | Amazonka |
| Tristão Vaz Teixeira                               | Portugalsko                                 | 15. století               | Madeira |
| Wilfred Thesiger                                   | Anglie                                      | 20. století               | Afrika, Střední východ |
| David Thompson                                     | Wales–Anglie                                | 18./19. století           | Kanada, Tichý oceán |
| Guðríður Þorbjarnardóttir                          | Island                                      | 11. století               | Severní Amerika |
| Harold William Tilman                              | Anglie                                      | 20. století               | Himálaj, Patagonie |
| Jermak Timofějevič                                 | Rusko                                       | 16. století               | Sibiř |
| Tenjiku Tokubei                                    | Japonsko                                    | 17. století               | Jihovýchodní Asie, Indie |
| Eduard Toll                                        | Baltští Němci                               | 19. století               | Arktida |
| Luis Váez de Torres                                | Španělsko Galicie                           | 16./17. století           | Australasie |
| Nuňo Tristão                                       | Portugalsko                                 | 15. století               | pobřeží západní Afriky, Guinea-Bissau |
| Petrus Johannes Truter                             | Nizozemsko                                  | 19. století               | Botswana |
| Cunenaga Hasekura                                  | Japonsko                                    | 17. století               | Mexiko, Evropa |
| Benjamín z Tudely                                  | Židé Navarrské království                   | 12. století               | Středozemní moře, Arabský poloostrov, Rudé moře, Perský záliv |
| Andrés de Urdaneta                                 | Španělsko                                   | 16. století               | Tichý oceán, okruh s Manilskou galeonou |
| Jules Dumont d'Urville                             | Francie                                     | 19. století               | Antarktida |
| Cayetano Valdés y Flores                           | Španělsko                                   | 18. století               | Tichý oceán |
| George Vancouver                                   | Anglie                                      | 18. století               | Pacifické pobřeží Severní Ameriky |
| Ludovico di Varthema                               | Itálie                                      | 15. století/16. století   | Arabský poloostrov, Indický oceán, Jižní Asie |
| Goncalvo Velho Cabral                              | Portugalsko                                 | 15. století               | Azory |
| François de La Vérendrye                           | Nová Francie                                | 18. století               | Kanada |
| Louis-Joseph Gaultier de La Vérendrye              | Nová Francie                                | 18. století               | Velké planiny |
| Pierre Gaultier de Varennes, sieur de La Vérendrye | Francie                                     | 18. století               | Velké planiny |
| Giovanni da Verrazzano                             | Itálie                                      | 16. století               | Východní pobřeží Spojených států amerických |
| Amerigo Vespucci                                   | Itálie                                      | 15. století/16. století   | východní pobřeží jižní Ameriky, Karibik |
| Flóki Vilgerðarson                                 | Norsko Vikingové                            | 9. století                | Island |
| Ruy Lopez de Villalobos                            | Španělsko                                   | 16. století               | Tichý oceán, Filipíny |
| Vandino a Ugolino Vivaldi                          | Itálie                                      | 13. století               | Afrika, při neúspěšném pokusu dostat se do Indie |
| Sebastián Vizcaíno                                 | Španělsko                                   | 16. století               | severozápadní Pacifik, pobřeží Kalifornie |
| Willem de Vlamingh                                 | Nizozemsko                                  | 17. století               | jihozápadní pobřeží Austrálie |
| Maarten Gerritsz Vries                             | Nizozemsko                                  | 17. století               | Severozápadní Pacifik (Hokkaidó, Sachalin) |
| Lionel Wafer                                       | Wales                                       | 17. století               | Malajské souostroví, Panamská šíje |
| Jean-Frédéric Waldeck                              | Francie                                     | 19. století               | Mezoamerika (Mayská civilizace) |
| Thomas Walker                                      | Spojené státy americké                      | 18. století               | Východ Spojených států amerických |
| Gino Watkins                                       | Anglie                                      | 20. století               | východní Grónsko & Labrador |
| Langdon Warner                                     | Spojené státy americké                      | 20. století               | Hedvábná stezka |
| Alfred Wegener                                     | Německo                                     | 20. století               | Grónsko |
| John White                                         | Anglie                                      | 15. století               | Severní Karolína |
| Jim Whittaker                                      | Spojené státy americké                      | 20. století               | Mount Everest, Antarktida |
| Frederick Whymper                                  | Anglie                                      | 19. století               | Aljaška, Kamčatka, Yukon |
| Charles Wilkes                                     | Spojené státy americké                      | 19. století               | Tichý oceán |
| Edward Adrian Wilson                               | Anglie                                      | 19./20. století           | Antarktida |
| Ernest Henry Wilson                                | Anglie                                      | 19./20. století           | Východní Asie, Východní Afrika, Střední a jižní Amerika, Austrálie, Nový Zéland                                                                                                   |
| James Wilson                                       | Spojené království                          | 18. století               | Pacifické ostrovy |
| Thomas Braidwood Wilson                            | Skotsko-Austrálie                           | 19. století               | Austrálie |
| Harry de Windt                                     | Francie                                     | 19./20. století           | Eurasie |
| Fanny Bullock Workman                              | Spojené státy americké                      | 19. století/20. století   | Himálaj |
| Ferdinand Petrovič Wrangel                         | Baltští Němci                               | 19. století               | Severní Rusko |
| Süan-cang                                          | Čína                                        | 7. století                | Indický subkontinent, Střední Asie |
| John Young                                         | Skotsko-Anglie                              | 18. století               | Havajské ostrovy |
| Francis Younghusband                               | Spojené království                          | 19./20. století           | Střední Asie |
| Topa Inca Yupanqui                                 | Inská říše                                  | 15. století               | Pacifik |
| João Gonçalves Zarco                               | Portugalsko                                 | 15. století               | Madeira |
| Miroslav Zikmund                                   | Česko                                       | 20. století               | Afrika, Austrálie, Sovětský svaz, Jižní Amerika, Střední Amerika, Oceánie, Asie                                                                                                   |
| Gonzalo García Zorro                               | Španělsko                                   | 16. století               | Kolumbie |